# Somorjai Ferenc (író)
Somorjai Ferenc (Szeged, 1941. május 9. –) idegenvezető, tanár, útikönyvíró, művészettörténész, illusztrátor.

## Tanulmányai, idegenvezetés, oktatás
Középiskolai tanulmányait a budapesti Képző- és Iparművészeti Gimnáziumban és a szegedi SZTE Ságvári Endre Gyakorló Gimnáziumában végezte. 1963-ban a szegedi Juhász Gyula Tanárképző Főiskolán végzett földrajz, biológia és rajz szakon. A József Attila Tudományegyetemen földrajz szakos egyetemi diplomát szerzett 1971-ben, majd 1979-ben megvédte Magyarország idegenforgalmi földrajzi természeti potenciáljainak összehasonlító értékelése című egyetemi doktori értekezését.
Somorjait korán lekötötték természeti és épített környezetünk szépségei, a természeti és a művészettörténeti értékek, azok megismerésének vágya. Erről így vall önéletrajzában: „Mint a természeti szépségek és a kultúrtörténeti értékek megszállott rajongója korán eljegyeztem magam az idegenforgalmi szakmával.” Egy nagyszabású Szeged-vetélkedő győzteseként 1962-ben idegenvezető lett, 1963-tól pedig országjárás-vezető. 1963 óta mintegy 7000 magyar és német nyelvű helyi városnézést és/vagy 1600 bel- és külföldi országjárást teljesített. Az egyre nagyobb tárgyi tudás mellett jó előadói készség, szervezőtehetség és humorérzék jellemzi idegenvezetői tevékenységét. Már 1974-ben elnyerte a Kiváló Idegenvezető díjat.
1977 óta vesz részt különböző szegedi oktatási intézmények (TIT, BTI, KIT, SZTE, Kurzus Bt., Katedra Alapítványi Iskola, Deák Ferenc Gimnázium, Krúdy Gyula Kereskedelmi és Vendéglátó Ipari Szakközépiskola, Vasvári Pál Közgazdasági Szakközépiskola) idegenvezető, idegenforgalmi ügyintéző, idegenforgalmi menedzser képzésében, ahol idegenforgalmi földrajzot (Európa-ismeretet), művelődéstörténetet és idegenvezetés módszertanát oktat. 1994-től 2003-ig az Oktatási Minisztérium megbízásából vizsgaelnöki teendőket is ellátott az ország különböző idegenforgalmi profilú iskoláiban s idegenforgalmi továbbképző tanfolyamokon. Tágabb környezetünkben, a Kárpát-medence magyarok által lakott határon túli területeinek magyar műemlékeit, turisztikai látványosságait is felméri, leírja, lefényképezi és közreadja az idegenvezetést tanuló hallgatóknak határon innen és túl.
2018-ig meghosszabbította a Műszaki Kiadó Somorjai 2005-ben megjelent, hatodik kiadású művészettörténet tankönyvét, egyúttal egy újabb, színes ábrákkal illusztrált kötet elkészítésére kérte fel.

## Útikönyv-íróként

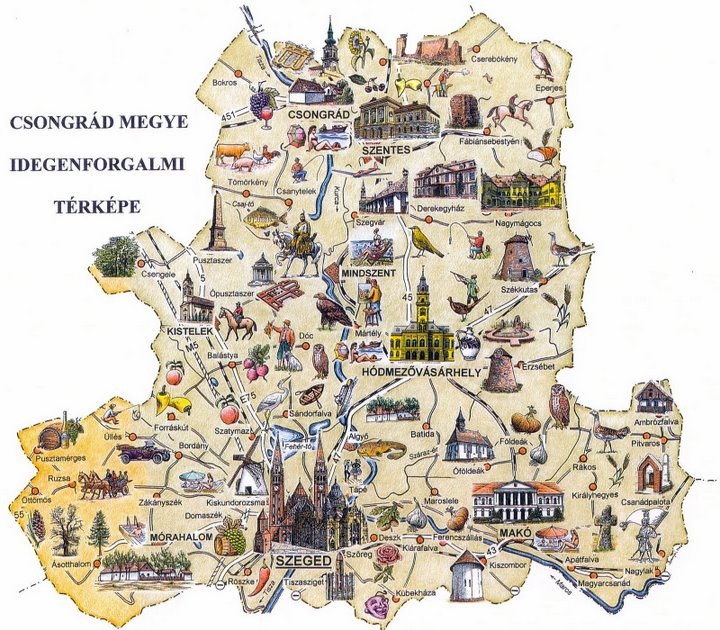
Csongrád megye nevezetességei/ Somorjai Ferenc grafikája

Jelentős természeti, földrajzi ismeretanyaga, kiváló művészettörténeti tájékozódó képessége, a hagyományok iránti tisztelete, rajz-, térképrajzolói készsége,valamint fényképészeti ismeretei már 1973-tól alkalmassá tették idegenforgalmi jellegű kiadványok készítésére. Szegedet, Csongrád megyét bemutató leporellókat készített, ismertetői jelentek meg szegedi templomokról, köztük a szegedi zsinagógáról és a szerb templomról is. Majd jöttek az egyre szebb és jobb kiadásban megjelenő útikönyvek. Eleinte még szerzőtársakkal dolgozott, köztük Trogmayer Ottó jeles régészeti kutatóval, aki a szegedi Móra Ferenc Múzeum igazgatója és a JATE Régészeti Tanszékének vezetője volt, vagy Blazovich László történésszel, aki a Csongrád Megyei Levéltár igazgatója.
Művészettörténeti tankönyvét nagy sikerrel hasznosítják az idegenforgalmi szakmák oktatásában, nem véletlen, hogy már hét kiadást ért meg. „Ez a könyv feladatának tekinti a művészettörténet nagy korszakainak áttekintését az őskortól napjainkig – az egyes stílusok lényeges ismérveinek és a fejlődés folyamatának bemutatásával, a történelmi és eszmei háttér figyelembevételével. Az európai színvonalú művészeti emlékek (építészet, szobrászat, festőművészet, bútorművészet) mellett különös figyelmet fordít a magyarországi példákra, mert számunkra más nemzetek kultúrája a miénkkel összevetve értelmezhető egészként.”- vallja a szerző.
Könyvei gazdagon illusztráltak, s a lehető legigényesebb formában. Minden fontosabb látnivalót szemléltet, de nem befolyásol, hagyja, hogy magunk válasszuk ki a nekünk legjobban tetsző épületeket, szobrokat, fákat, folyókat, botanikus kerteket stb. Kiváló rajzkészséggel rekonstruálta például Szeged c. könyvében a város közúti, valamint vasúti hídjának képét; mindkettőt lerombolták a II. világháborúban. Az ábrák archaizáló stílusban, életszerűbben mutatják be tárgyukat, mint egy számítógépes animáció. Ugyanez vonatkozik a régi szegedi vár rekonstrukciós rajzára. Somorjai könyveiben a művészettörténeti és a népművészeti értékek bemutatása szakszerű, munkáiban minden jelentősebb példát illusztrál. Útikönyv-írói munkásságát áttekintve elmondhatjuk, hogy művei a turisták keresett kalauzai és honismeretünk kincsesházai.
Nem véletlen, hogy segítségét kérik idegenforgalmi látványosságokat megjelenítő CD-k, DVD-k, s internetes portálok elkészítéséhez, működtetéséhez, külföldi útikalauzok fordításainak szaklektorálásához. Szeged, Budapest és Magyarország természeti, gazdasági adottságainak, tudományos- és irodalmi emlékhelyeinek, képzőművészeti értékeinek szakavatott ismerője. Jelentős érdemei vannak a határon túl élő magyar kisebbség életmódbeli, művelődési és képzőművészeti hagyományainak feltárásában, megismertetésében és illusztrálásában is. Magyarország című útikönyvét hat alkalommal adták közre, 2013 szeptemberében jelent meg a 6. bővített kiadás fotókkal, rajzokkal, térképekkel, ezen alkalommal Somorjai Ferenc önálló köteteként.
Az utóbbi években [mikor?] a müncheni MERIAN Kiadó útikalauzait fordítja magyar nyelvre, s kiegészíti azokat saját tapasztalataival és a legkorszerűbb, igényes ismeretekkel. 2016-ban megjelent három legújabb kötete, Bécs, London és Prága útikönyve, a MAXIM Könyvkiadó Kft. gondozásában. A müncheni MERIAN Kiadó útikalauzait dolgozta át és egészítette ki igényes útikönyvekké személyes élményei és a legjelentősebb útikalauzok (Panoráma, Útitárs, Baedekers, Prestel, Dumont, Blue Guide, Rogh Guide, Apa Guides, Ueberreuter), Knaurs Kulturführer, Dehio-Handbuch, Emanuel Poche művei, művészeti könyvek, lexikonok, térképek, internet felhasználásával. A köteteket a Nemzetközi képügynökségek és Somorjai Ferenc saját fotói illusztrálják. Az érdeklődők tájékozódását kivehető térképmellékletek segítik. Mindhárom útikönyv magában foglalja az egyes városok gazdag történelmét, a városnéző sétákat és kirándulásokat, a múzeumok és galériák látnivalóit és a magyar vonatkozásokat (főleg Bécs kapcsán).

## Stílusgyakorlatok

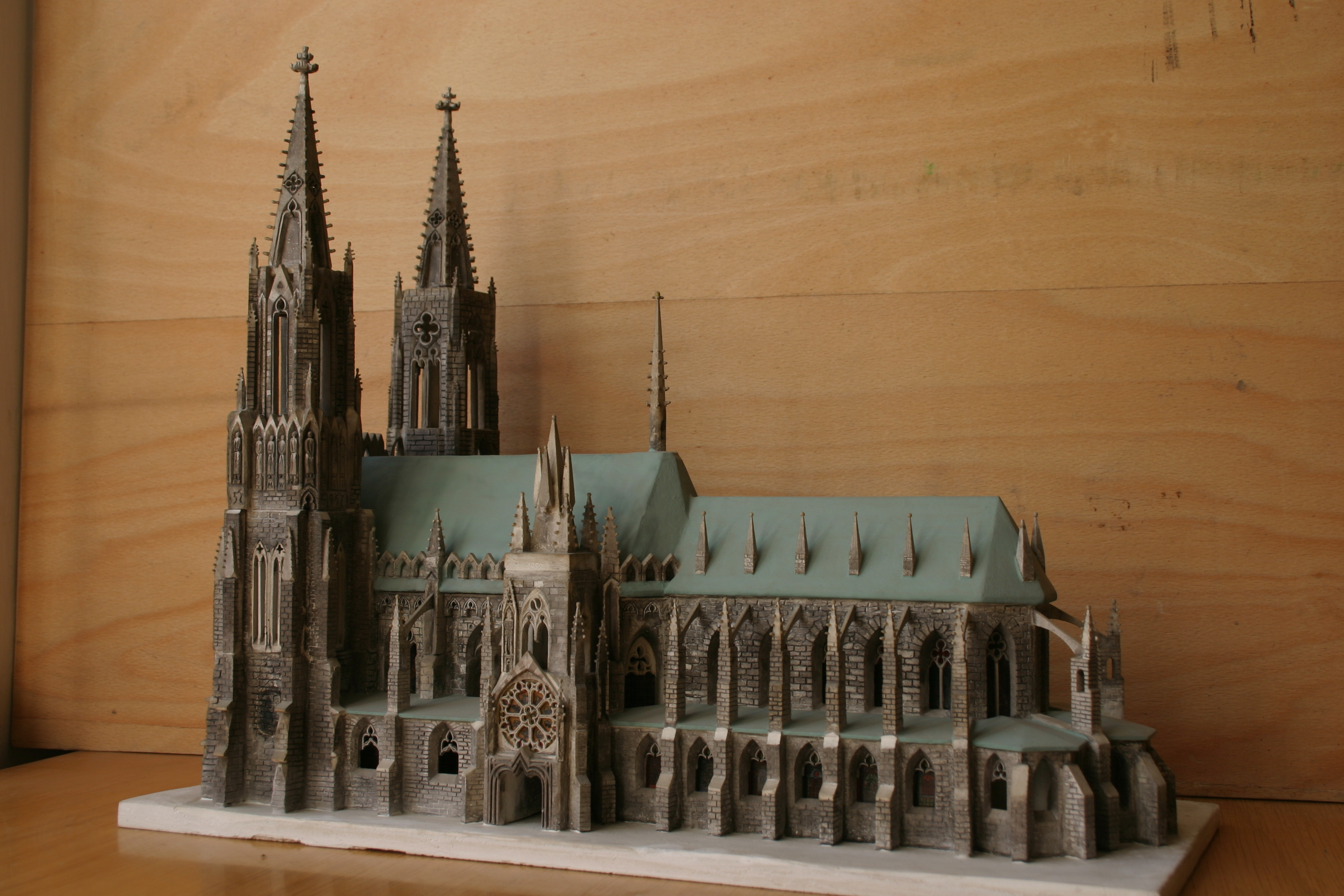
Gótikus templom (makett, 1957-58)
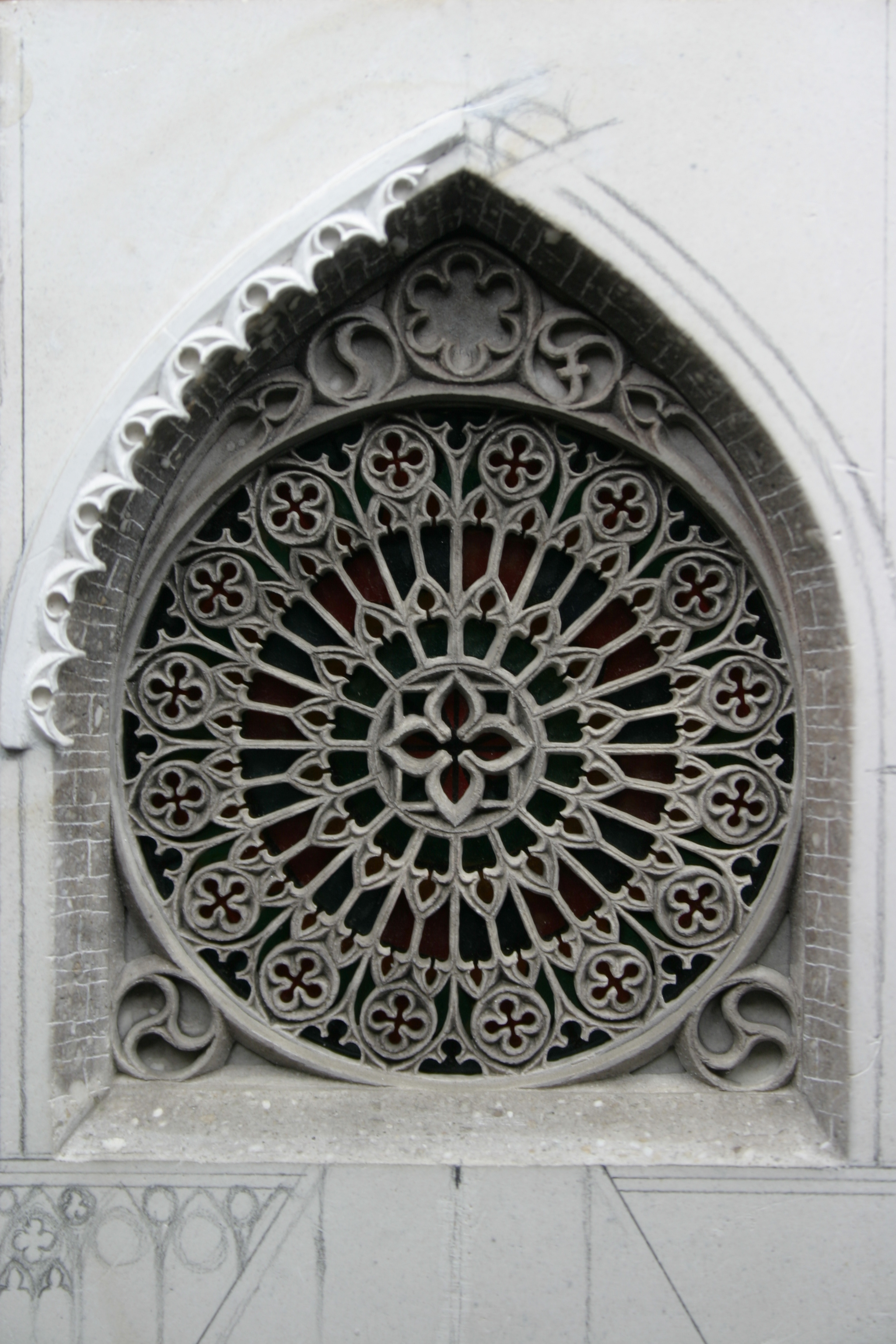
Rózsablak (makett, 1965)
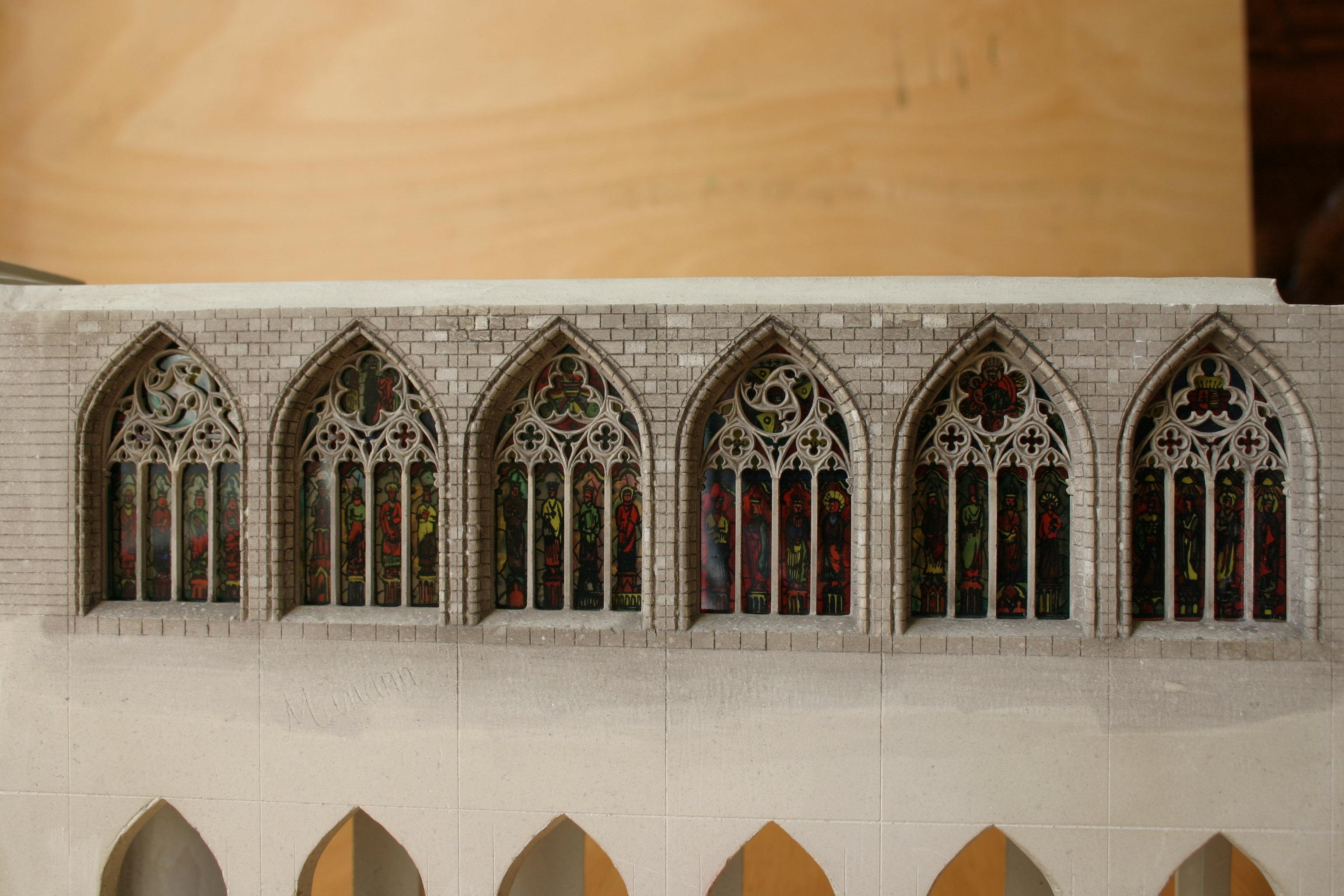
Új templom hajójának ablakai (makett, 1965)
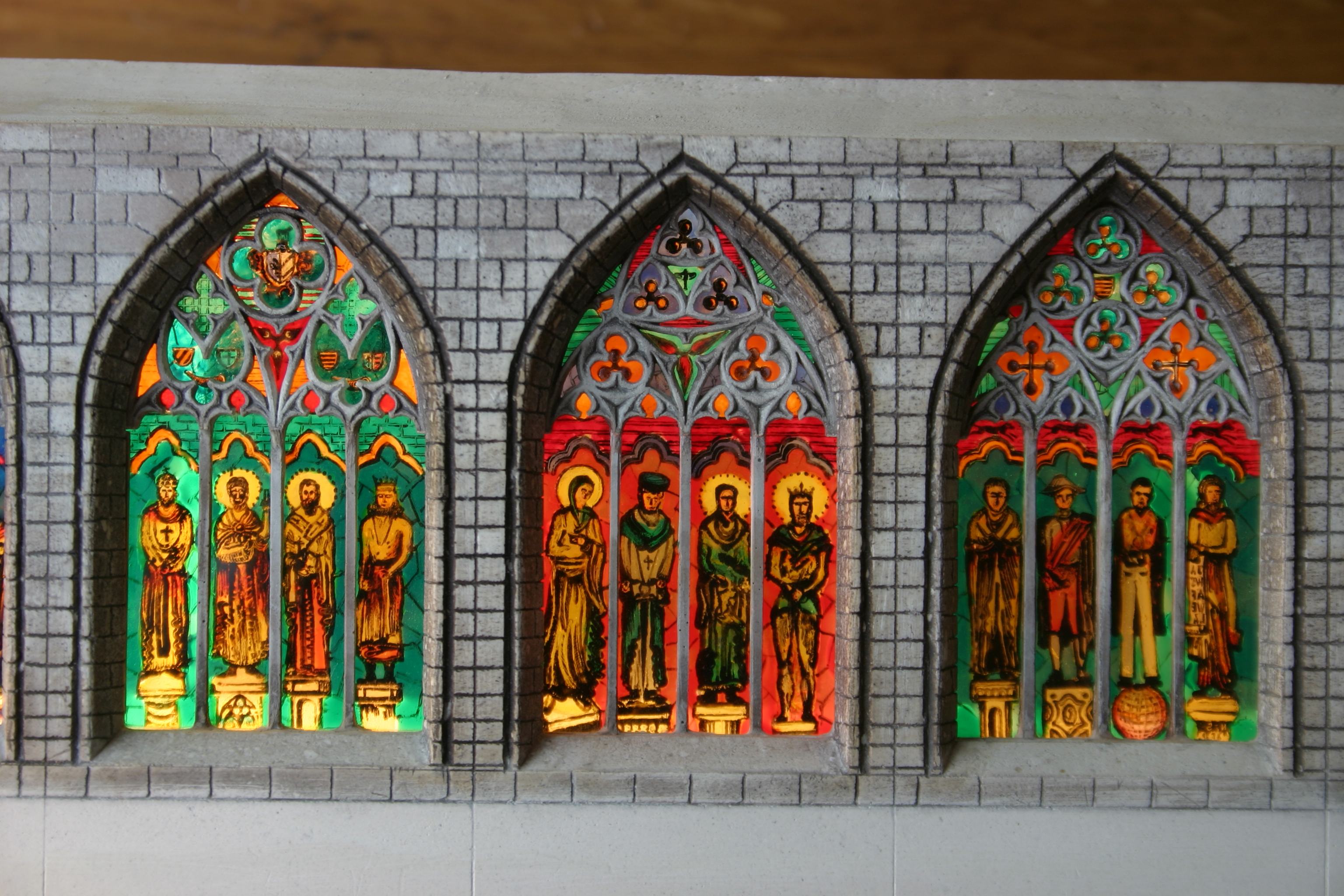
Mérműves ablakok (makett, 1965)

## Főbb munkái
- Szeged eklektikus építészete. Szakdolgozat kéziratban. SZTE Juhász Gyula Pedagógus Képző Kar Rajz Tanszékén (1963)
- Adatok Csongrád megye idegenforgalmának fejlődéséről. Szakdolgozat kéziratban. SZTE Természetföldrajzi tanszékén (1971)
- Magyarország idegenforgalmi földrajzi természeti potenciáljainak összehasonlító értékelése : Doktori értekezés. Kézirat. (Védés JATE Szeged, 1979)
- Csongrád megyei útikönyv / Blazovich Lászlóval, Nikolényi Istvánnal (Tourist 1984) ISBN 9632435397
- Bécs : térkép és kalauz (Panoráma-útikönyvek, Medicina 1990) ISBN 9632433955
- Csongrád megye és Szeged / közrem. Trogmayer Ottó. (Panoráma-útikönyvek, Medicina 1994) ISBN 9632436555
- Csongrád county and Szeged / közrem. Ottó Trogmayer (Panoráma-útikönyvek, Medicina 1994) ISBN 9632436571
- [Das] Komitat Csongrád und Szeged / közrem. Ottó Trogmayer (Panoráma-útikönyvek, Medicina 1994) ISBN 9632436563
- Département de Csongrád et Szeged / collab. Ottó Trogmayer (Panoráma-útikönyvek, Medicina 1996) ISBN 963243661X
- Budapest (Panoráma-útikönyvek, Medicina 1996) ISBN 9632437667
- Magyarország / Czellár Katalinnal (Panoráma-útikönyvek, Medicina 1996 ISBN 9632438191; 1998, 1999, 2002 ISBN 9632438337; 2005 ISBN 9632439147)
- Barangolások Csongrád megyében /társszerzőkkel (Well-Press 1997) ISBN 9638562064
- Dél-alföldi kerékpártúrák : [Alsó- és Közép-Tisza mente, Körösök vidéke] : [túrák a gátakon] / Bergmann Péterrel (Frigoria, 1999) ISBN 9638584831
- Szeged, új zsinagóga. Ser. Tájak, korok, múzeumok kiskönyvtára no. 700 (TKM Egyesület 2001) ISBN 9635544804
- Szeged (útikönyv) Ser. Panoráma : magyar városok (Panoráma-útikönyvek, Medicina 2002) ISBN 9632438604
- Balaton/ Fehér Györggyel Ser. Tájról tájra (Frigoria 2002) ISBN 9638615044
- Észak-magyarországi kerékpártúrák : Bükk, Aggtelek, Zempléni-hegység, Cserehát / társszerzőkkel (Frigoria, 2002) ISBN 9638615036
- Magyarország városai. Főszerk. Karvalics László. 4. köt. [Somorjai Ferenc társszerző] Budapest : Égisz Kft., 2006 ISBN 9632197070
- Művészettörténet. (Képzőművészeti 1995, 2000, 2001 ISBN 9636370710; 2002 ISBN 9633368758; 2004 ISBN 9633368758; 2005 ISBN 9633370019)
- Kecskemét (útikönyv) Ser. Panoráma : magyar városok (Panoráma-útikönyvek, Medicina 2007) ISBN 9789632439334
- Észak-magyarországi kerékpártúrák : Bükk, Aggtelek, Zempléni-hegység, Cserehát. Szerk. Szokoly Miklósné. 2. bőv. kiad. A látnivalók ismertetését írta Somorjai Ferenc. Budapest : Frigora, 2008. Ill. és térképmelléklettel. 144 o. ISBN 9789639586178
- Balaton és környéke. 2. bőv. kiad. Somorjai Ferenc Fehér György társszerzővel. Budapest : Frigora, 2008. Ill. 184 o. ISBN 9789639586161
- Budapest 2. átdolg., bőv. kiad. Budapest : Panoráma-útikönyvek, Medicina 2008. 557 o. Ill. ISBN 9789632439402
- Erdély I. Általános tudnivalóvalók. Tankönyv. Szerk. Orosz Andrea. Szeged, 2010. 102 o. ill.[9]
- Erdély II. Általános tudnivalóvalók. Tankönyv. Szerk Orosz Andrea. Szeged, 2010. 103-167. o. ill.[9]
- Erdély III. Általános tudnivalók. Tankönyv. Szerk. Orosz Andrea. Szeged, 2010. 168-315. o. ill.[9]
- Magyarország turisztikai földrajza. I-VI. rész. Általános tudnivalók. Szerk. Orosz Andrea. Szeged, 2010. 1-41; 1-50; 1-46; 1-54; 1-22; 1-62. p. ill. (kolligátum)[9]
- Magyarország turisztikai földrajza. VII-XII. rész. Szerk: Orosz Andrea. Szeged, 2010. 1-40; 1-22; 1-41; 1-48; 1-64; 1-53. p. ill. (kolligátum)[9]
- Művészettörténet. Szerk. Orosz Andrea. Szeged, 2010. 257 p. ill.[9]
- Csongrád megye kulturális értékei (2010).
- Szeged és környéke. 2012. 288 p. ISBN 978849015907-1[10]
- Magyarország : ötödik, javított kiadás. Budapest : Panoráma-útikönyvek, Medicina, 2013, 672 o. ISBN 978 963 243 956 3, (A térképeket Olgyay Géza rajzolta, a fotókat, rajzokat a szerző, Somorjai Ferenc készítette. A borítót Bede Tamásné tervezte.)[11]
- Bécs. Christian Eder: Merian live!- Bécs című kiadványának alapján készült. Szeged, Maxim Könyvkiadó Kft., 2016  helytelen ISBN kód: 978 963 251 607 0
- London. Heidede és Sünje Garstensen: Merian live! - London kiadványának alapján készült. Szeged, Maxim Könyvkiadó Kft., 2016 ISBN 978 963 261 605 6
- Prága. Thomas Veszelts: Merian live! - Prága című kiadványának alapján készült. Szeged, Maxim Kiadó Kft., 2016 ISBN 978 963 261 606 3
- Róma útikönyv, Maxim Könyvkiadó, 2017 ISBN 9789632618852
- Fogadalmi templom ismertető, DÓM Fejlesztő- és Turisztikai Szolgáltató Szervezet, ISBN 978-615-00-0670-3[12]

## Grafikáiból

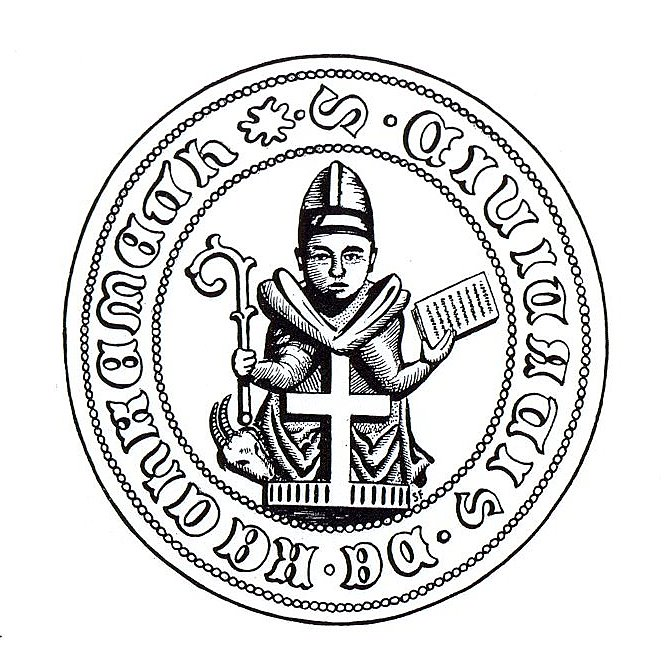
Kecskemét címere 1300 körül
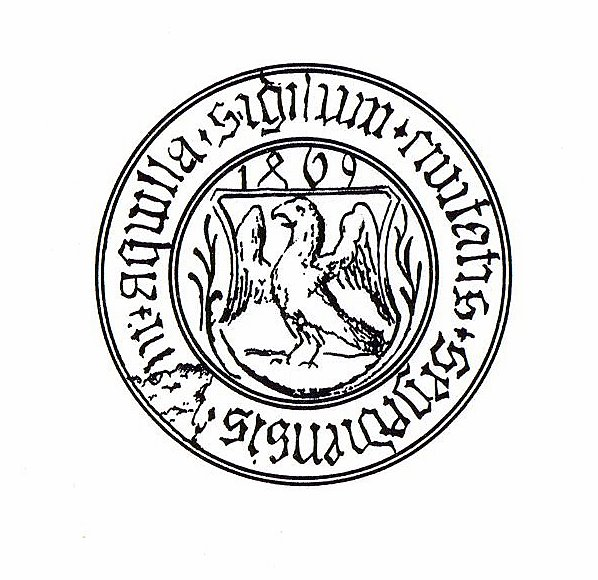
Mátyás király korabeli pecsét
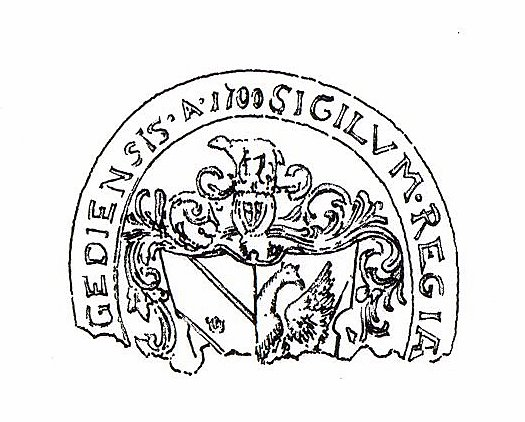
Hamisítással készült szegedi címer 1700 körül
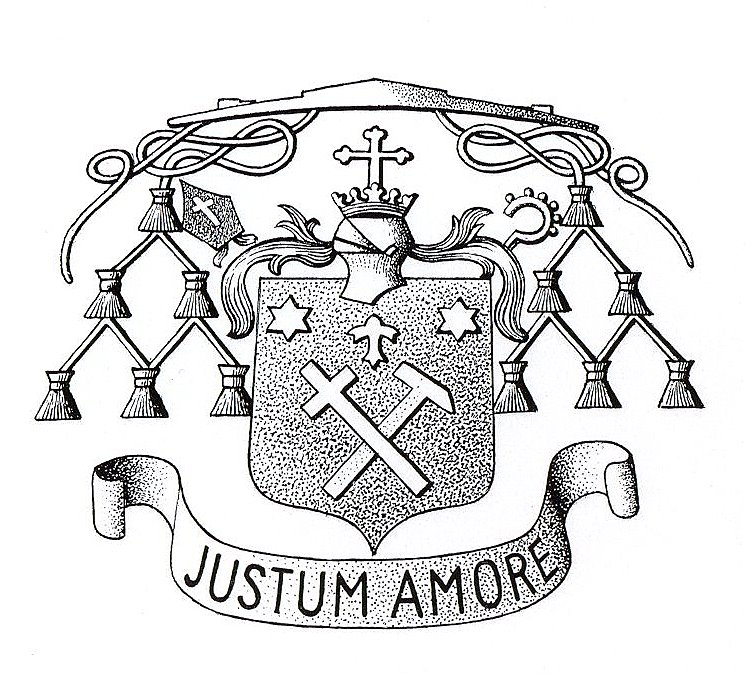
Glattfelder Gyula címere
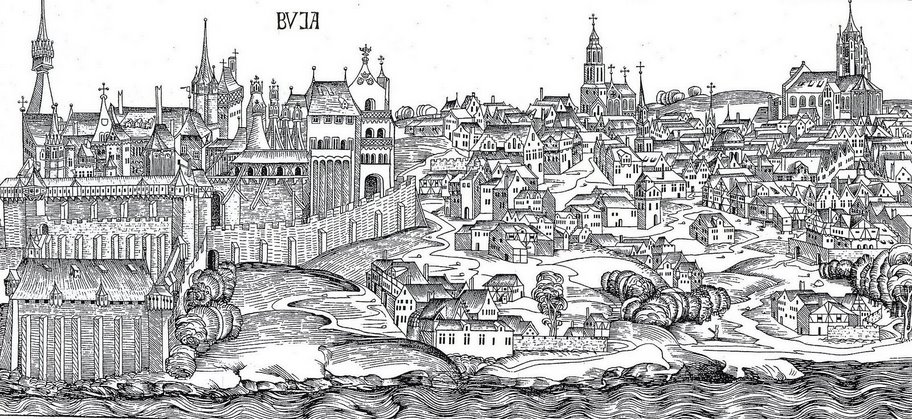
Budai vár
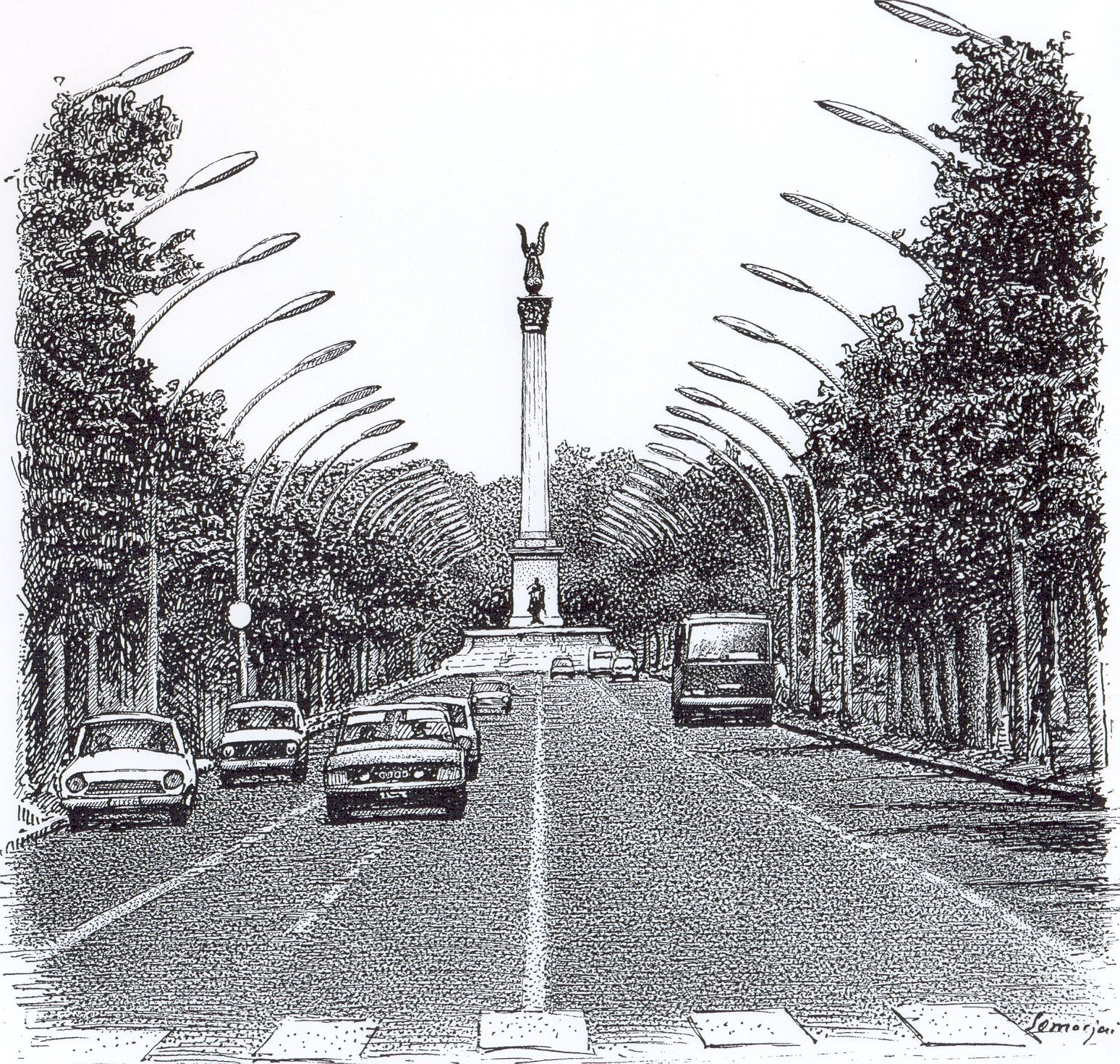
Budapest Andrássy út
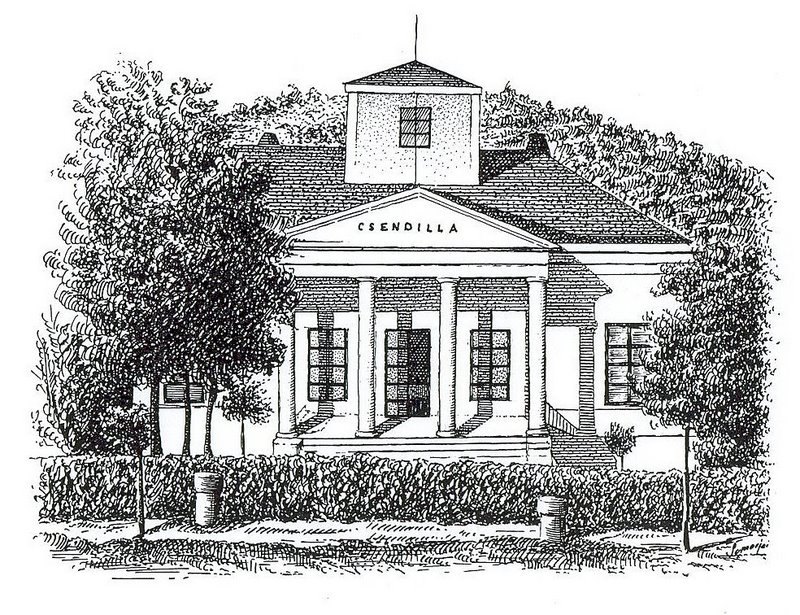
Pollack Mihály Csendilla-villája
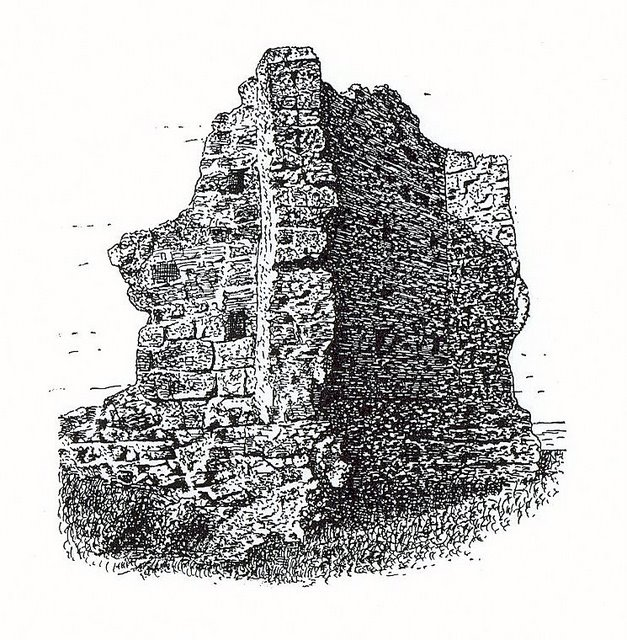
Templomrom, Lajosmizse
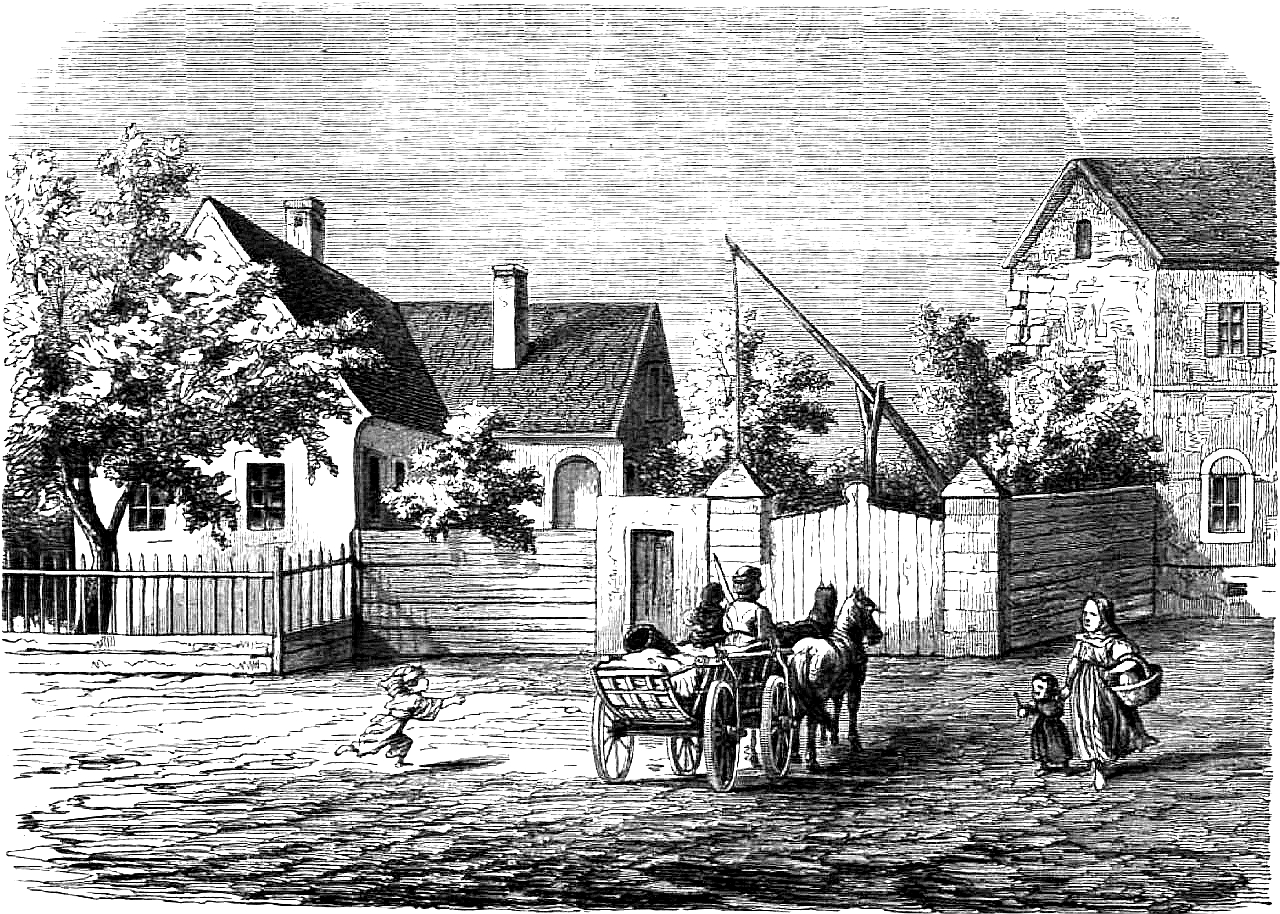
Arany János háza Nagykőrösön
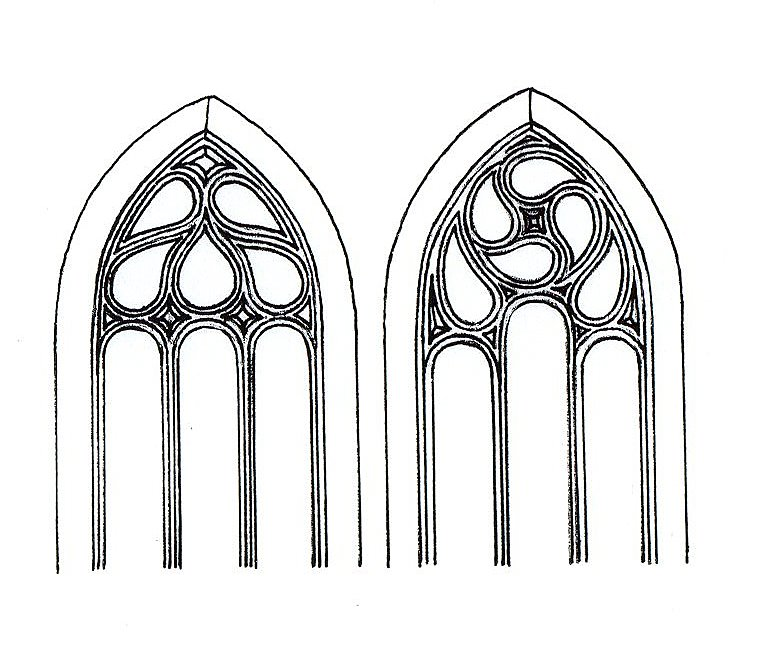
A szegedi Havas Boldogasszony-templom egykori ablakmérművei, (1509 körül)
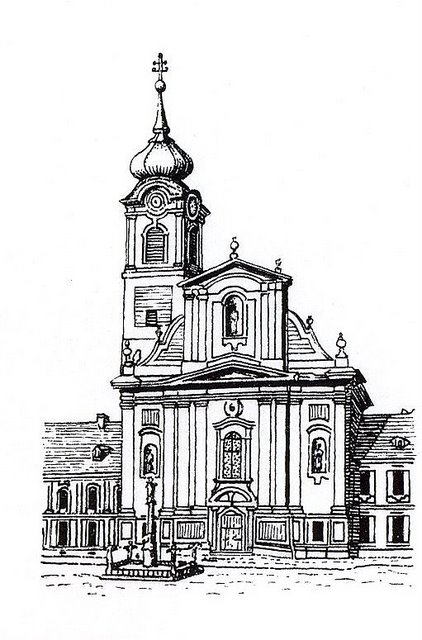
Az egykori Demeter templom Szegeden, a mai Fogadalmi templom helyén állott
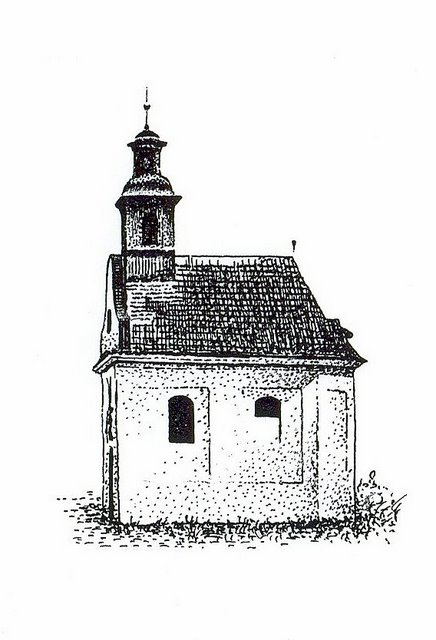
A szegedi Szent Rozália kápolna az árvíz előtt
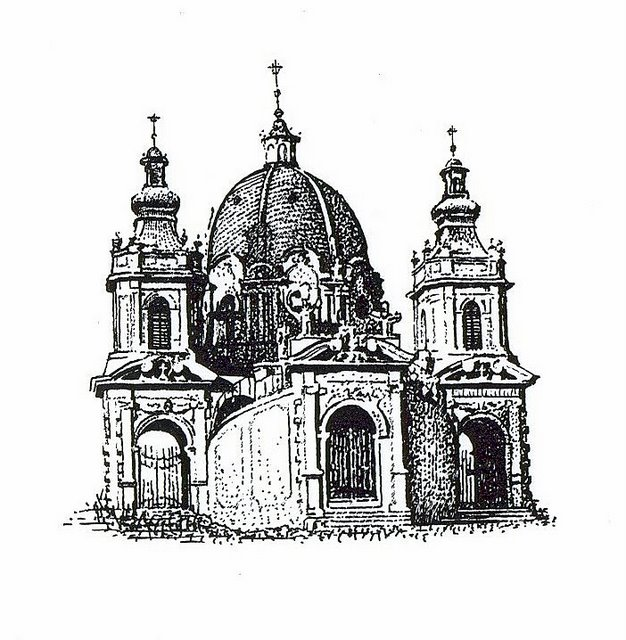
Az egykori Kálvária-kápolna Szegeden
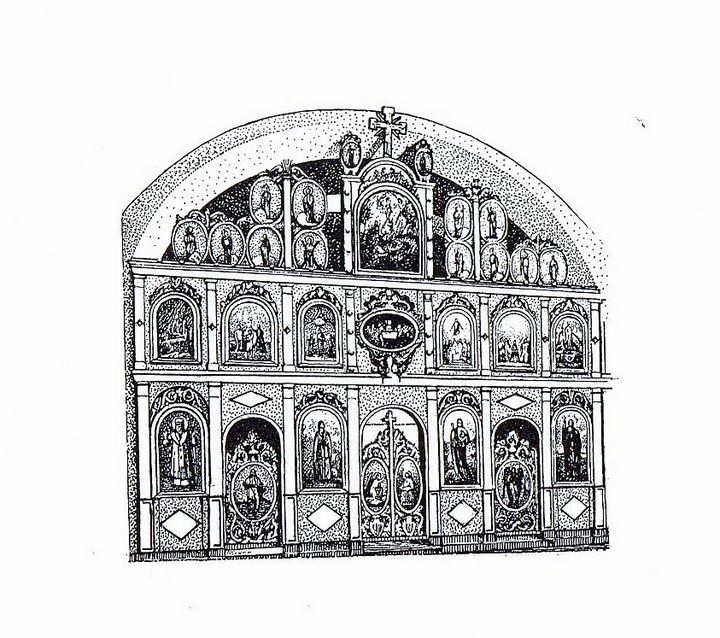
A deszki szerb templom
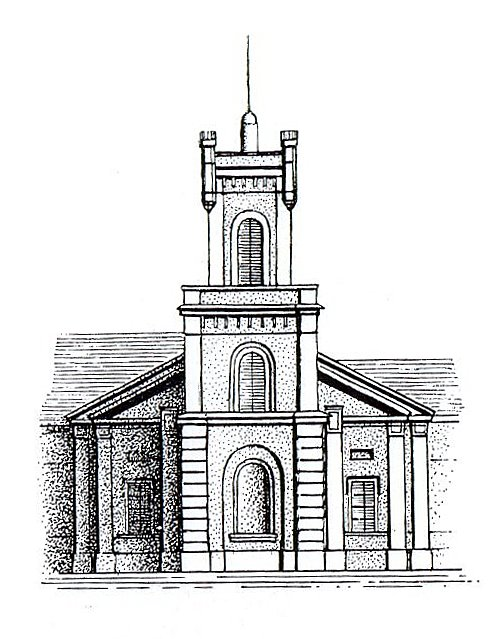
A kiszombori Rónay-kastély
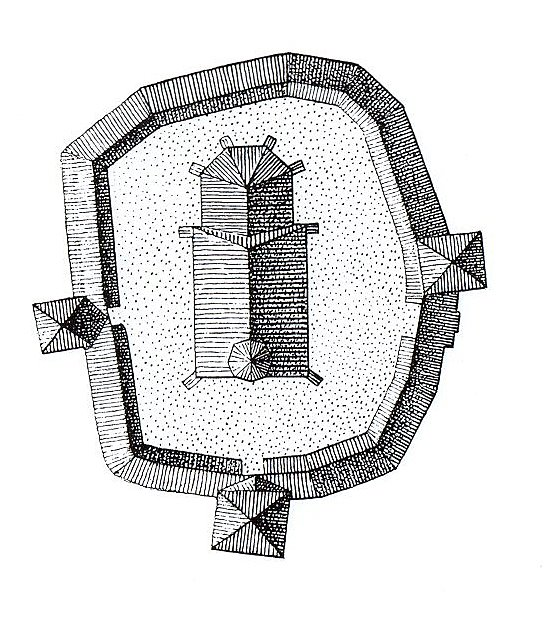
Óföldeáki templomalaprajz
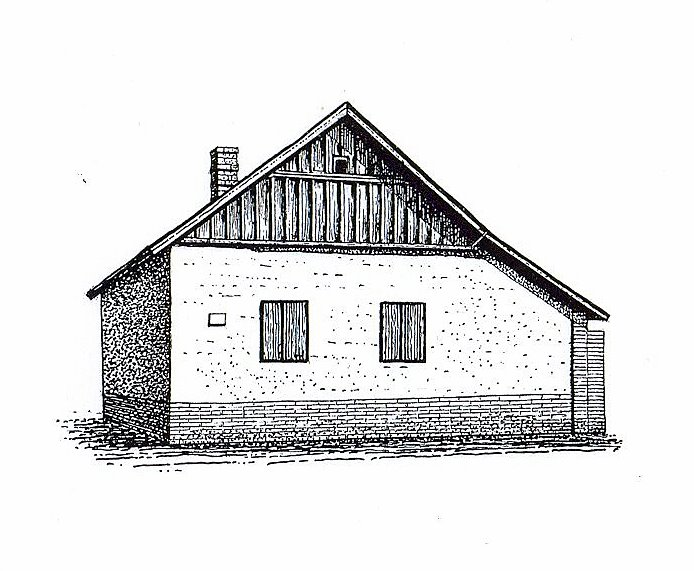
Sándorfalvi ház
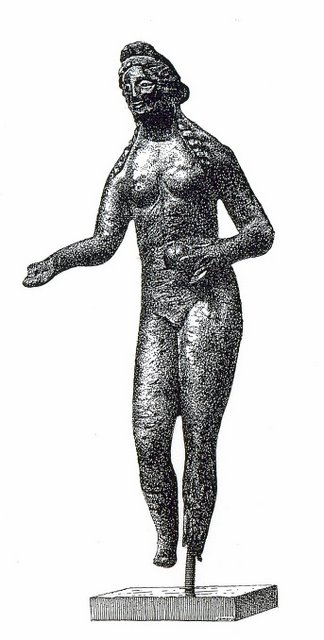
Vénusz-szobrocska, Campona
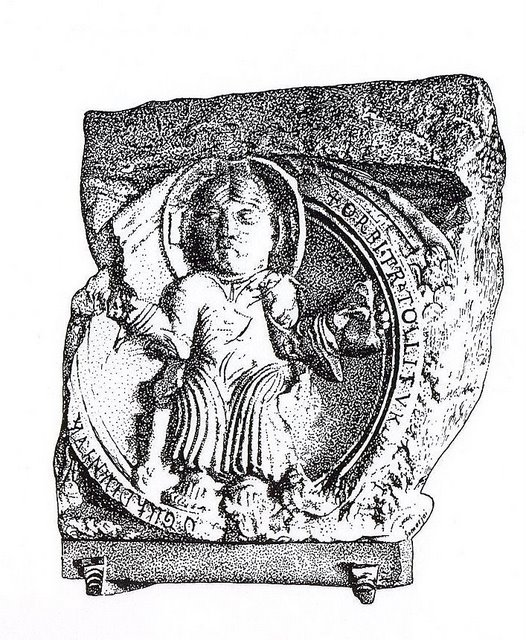
A tabáni Krisztus domborműve, 12. század körül
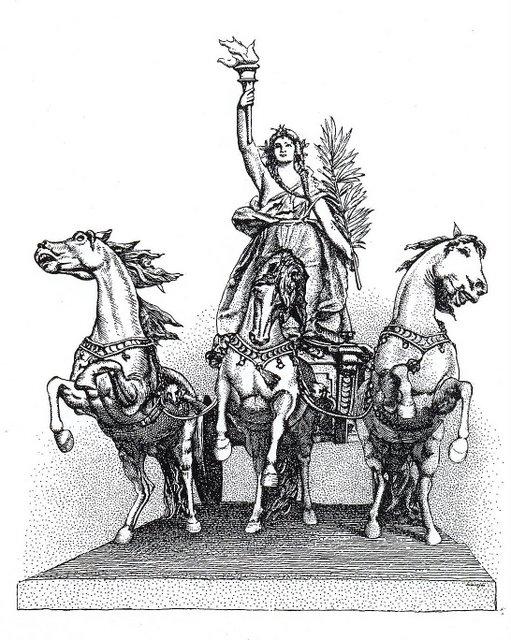
Justicia szobra a Néprajzi Múzeum homlokzatán, Budapesten
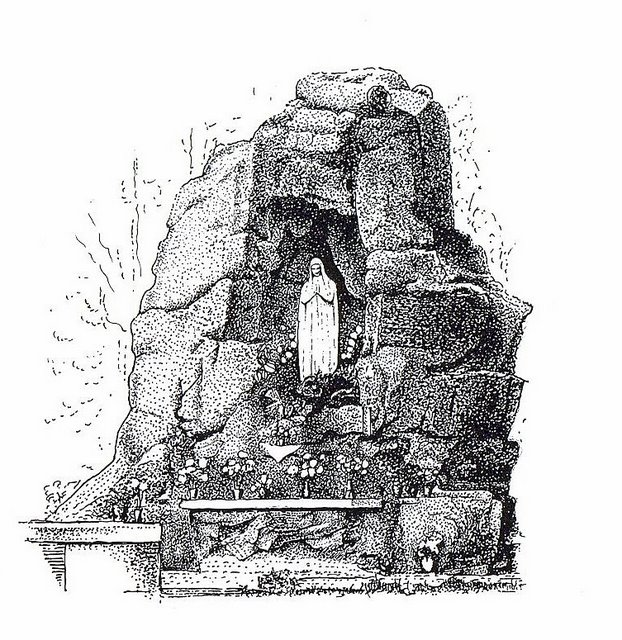
Az egykori Lourdes-i Mária-barlang Újszegeden
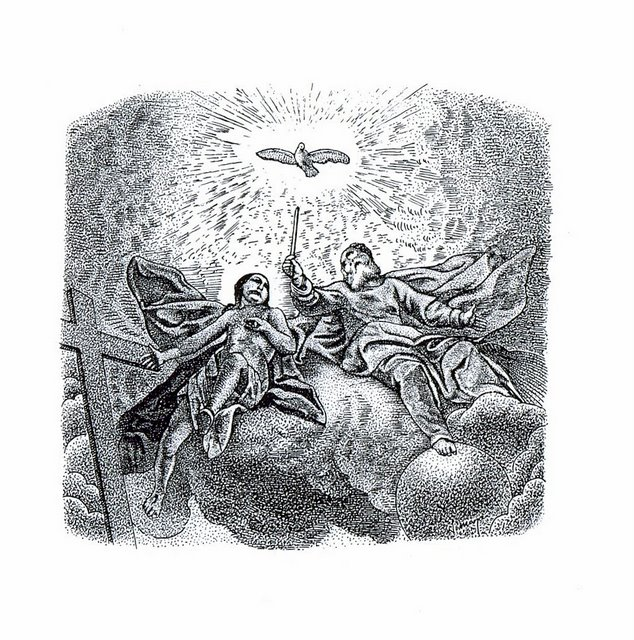
Vogl Gergely Szentháromság képe a budai Szent Anna templom mennyezetén
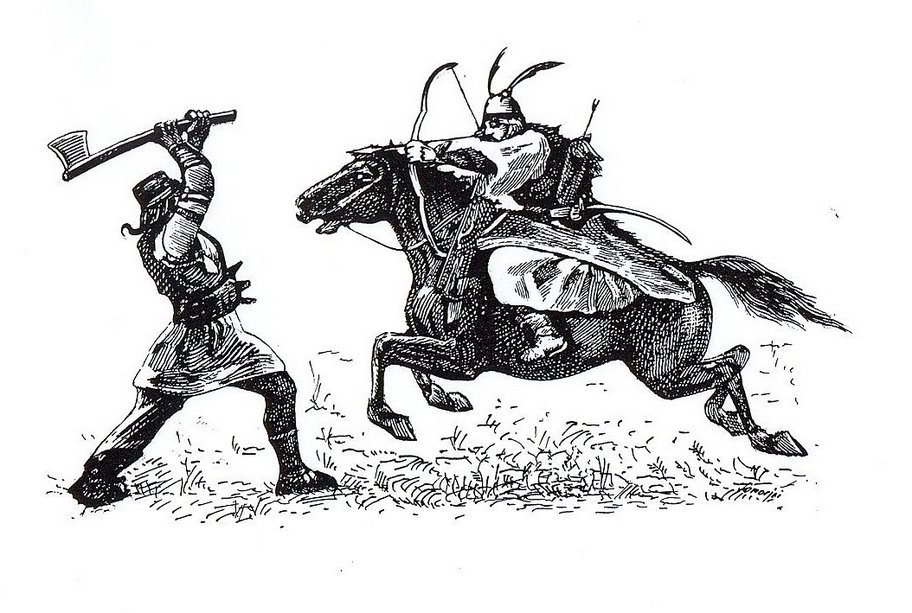
Részlet a Feszty-körképről, Ópusztaszer
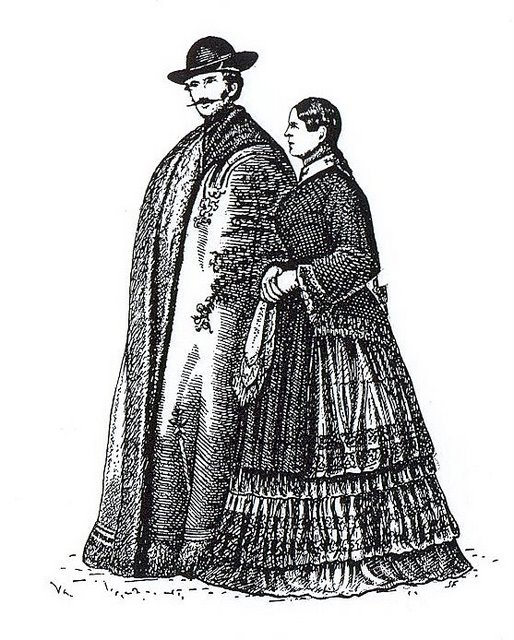
Kecskeméti népviselet
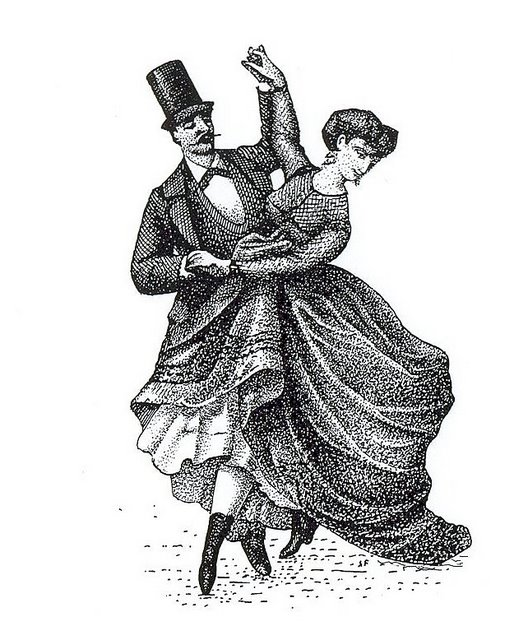
Táncospár a budapesti Nagymező utcához, a magyar "Broadway"-hoz
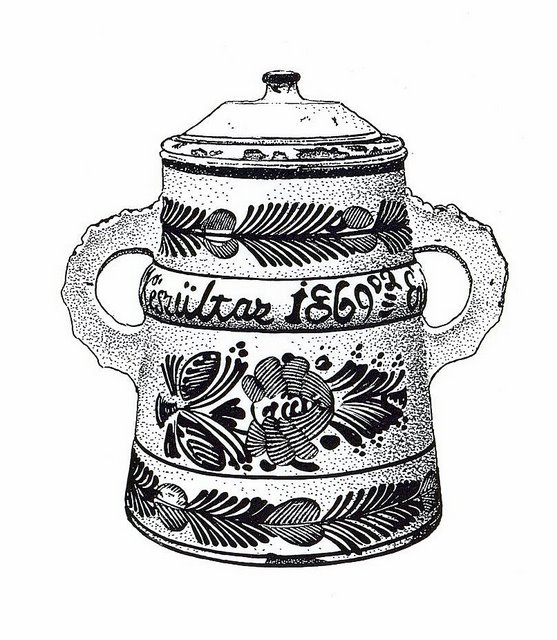
Lisztes bödön Hódmezővásárhelyen (Csúcs)
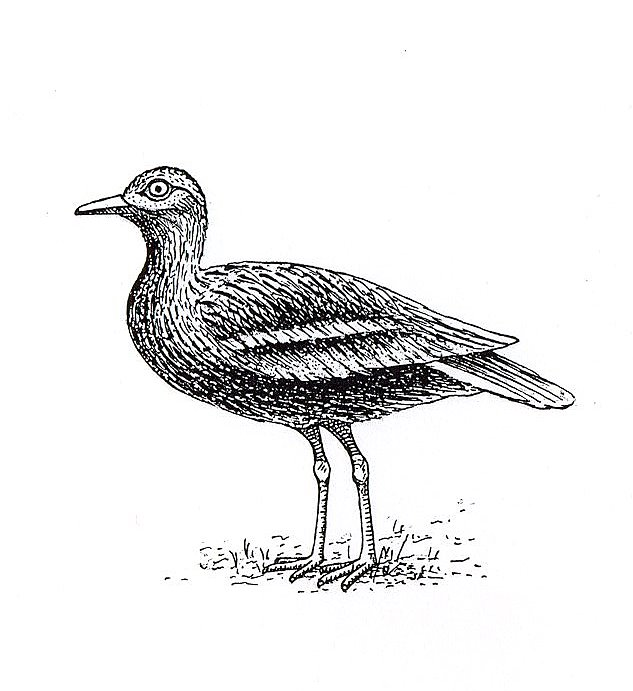
Ugartyúk, Fülöpháza
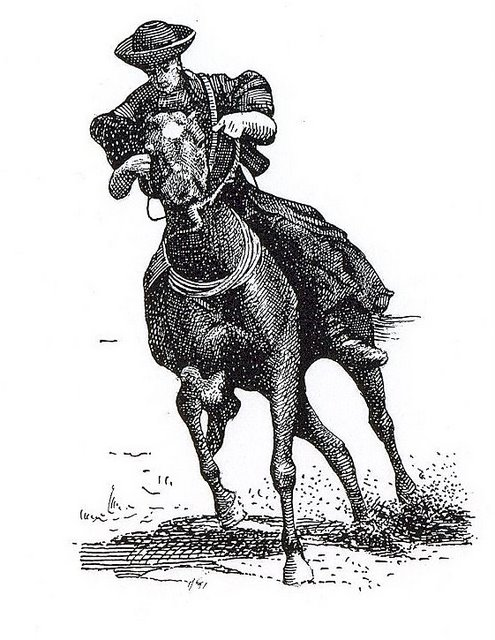
Vágtató csikós, Bugac
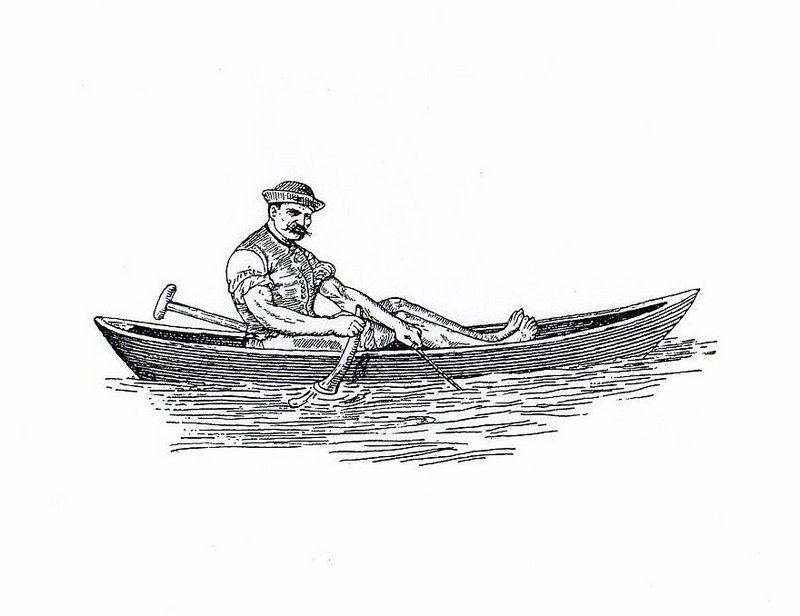
Algyői halász
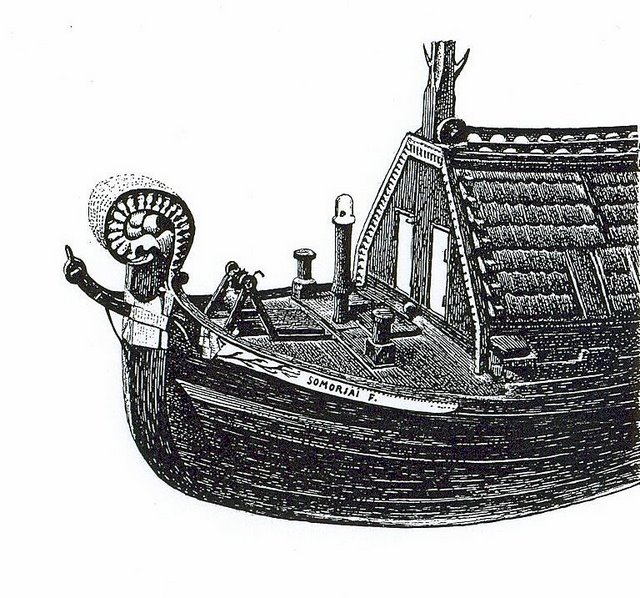
Felsővárosi bőgős hajó, Szeged
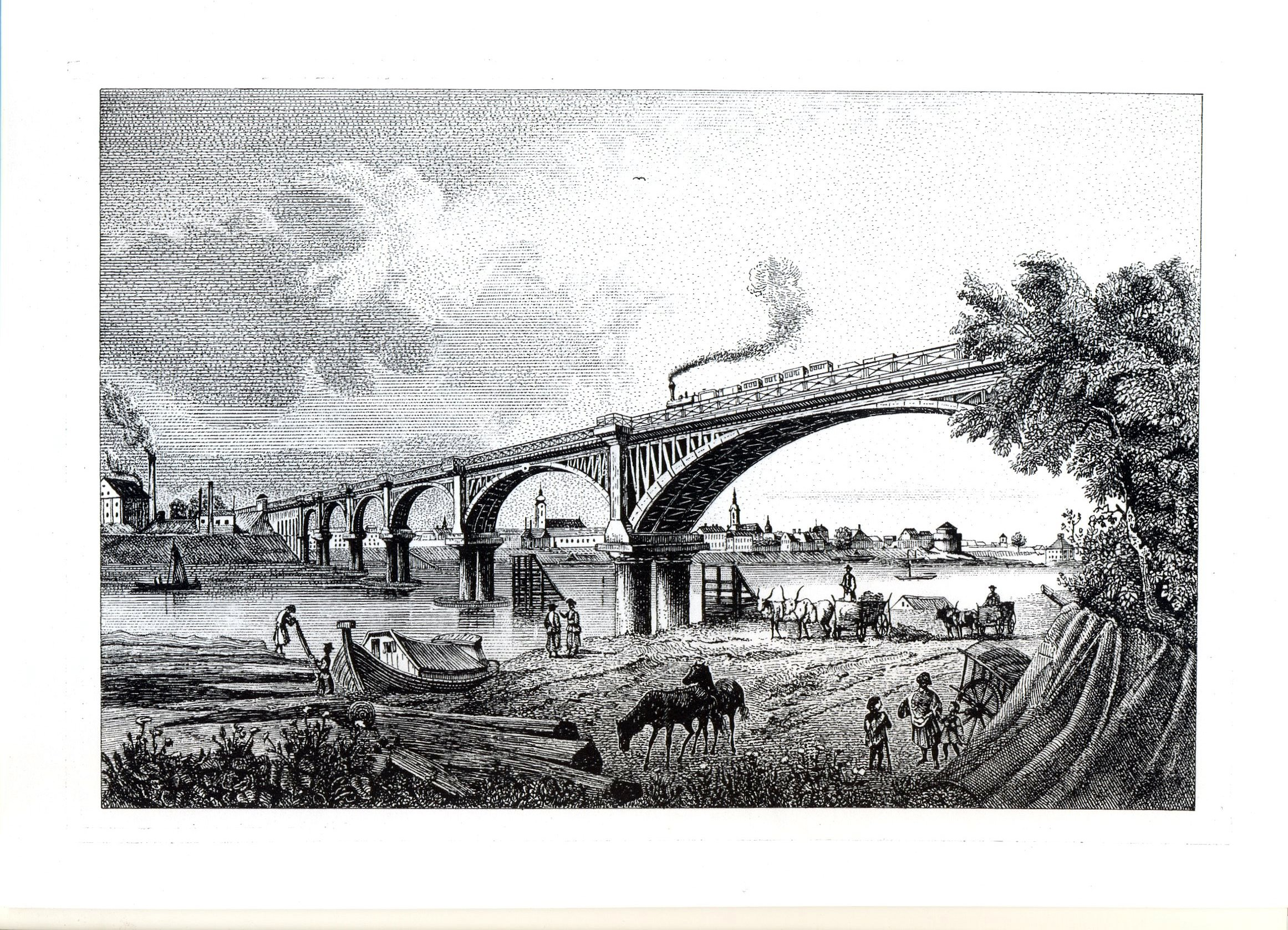
Szegedi egykori vasúti híd, lebombázva a II. világháború idején, többé nem épült fel
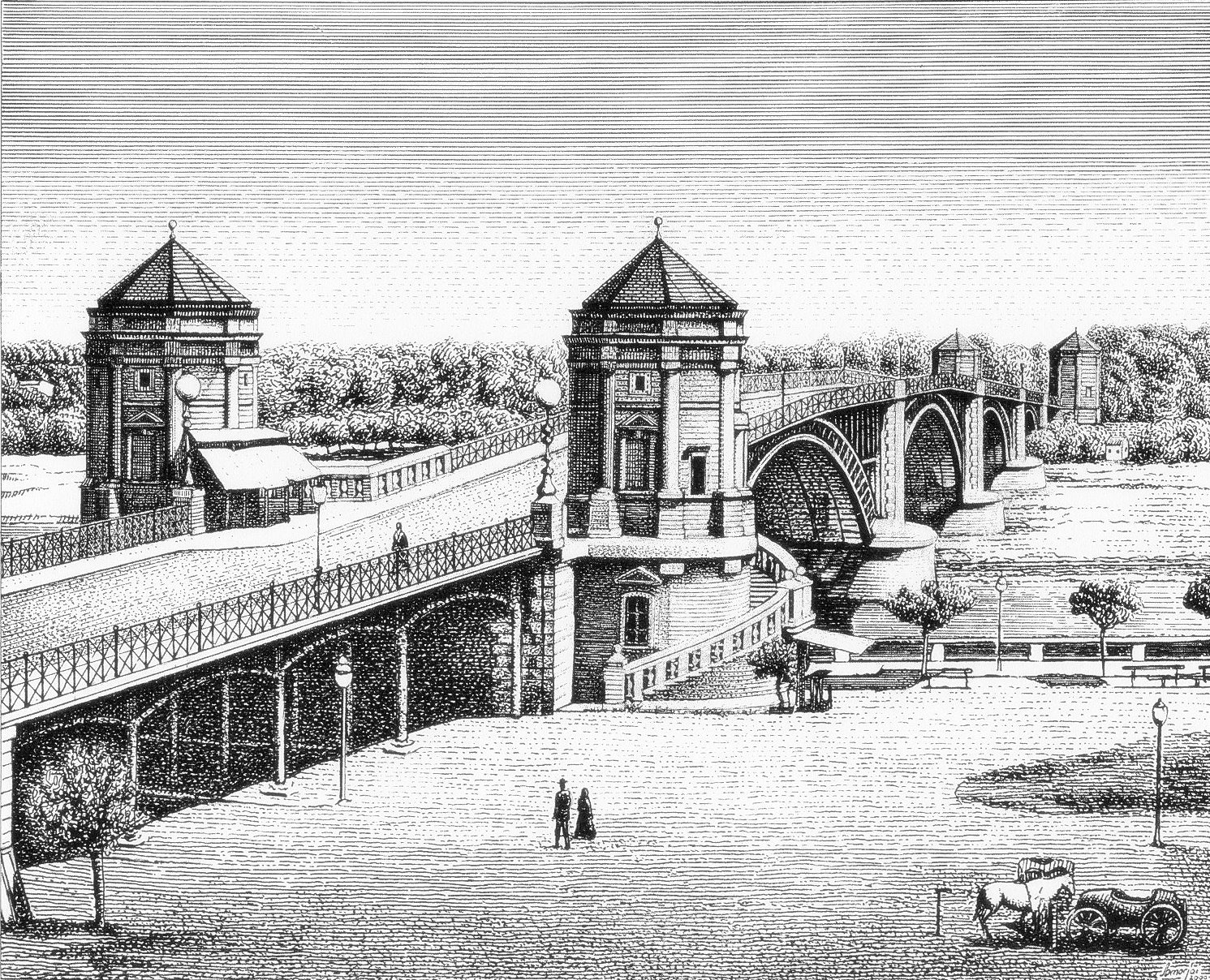
Az 1944-ben felrobbantott régi Szeged-belvárosi híd
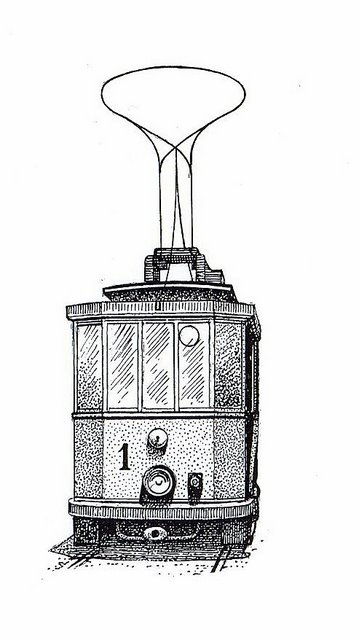
Az első villamos Szegeden
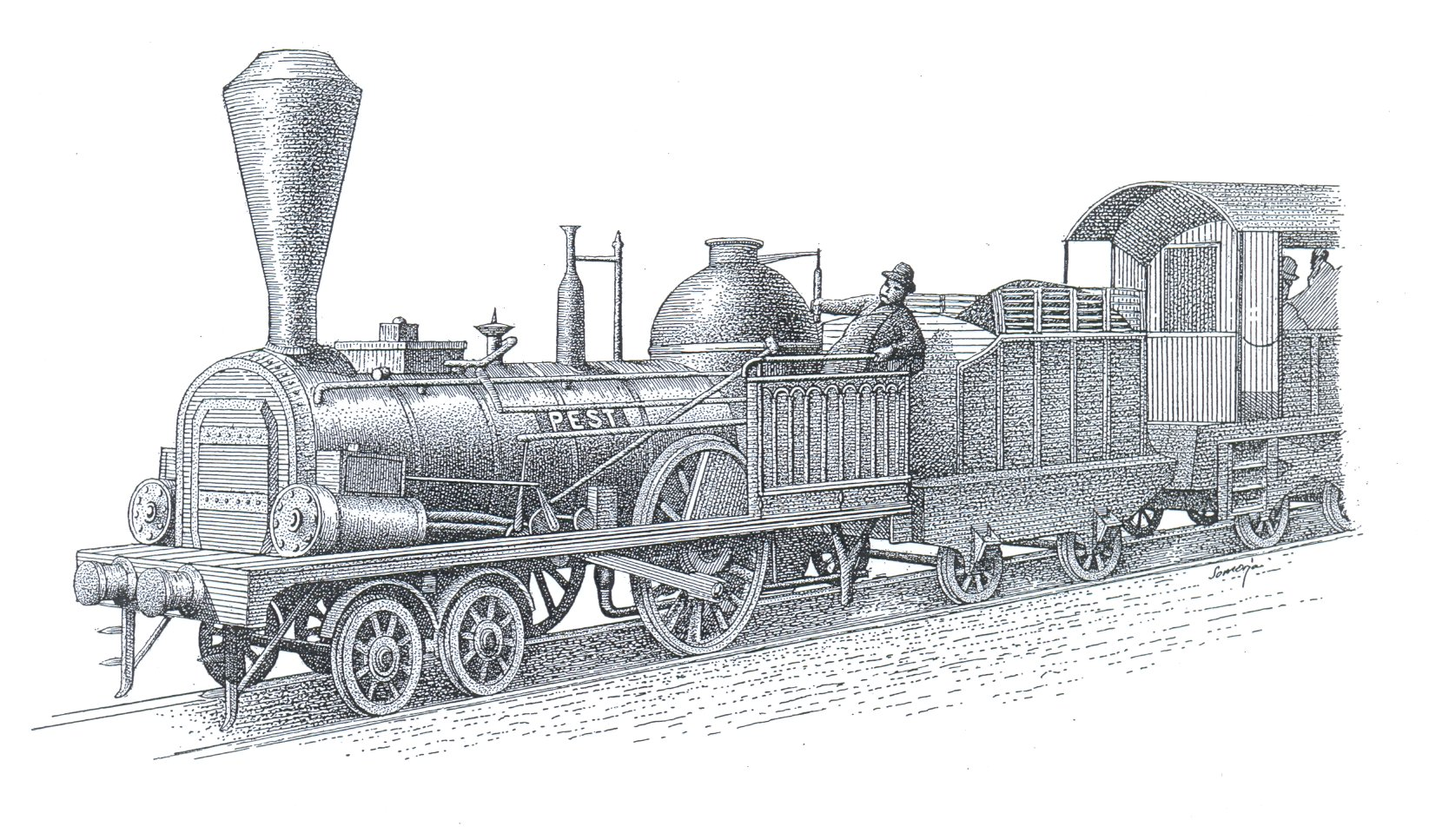
Az első magyarországi mozdony (1846)
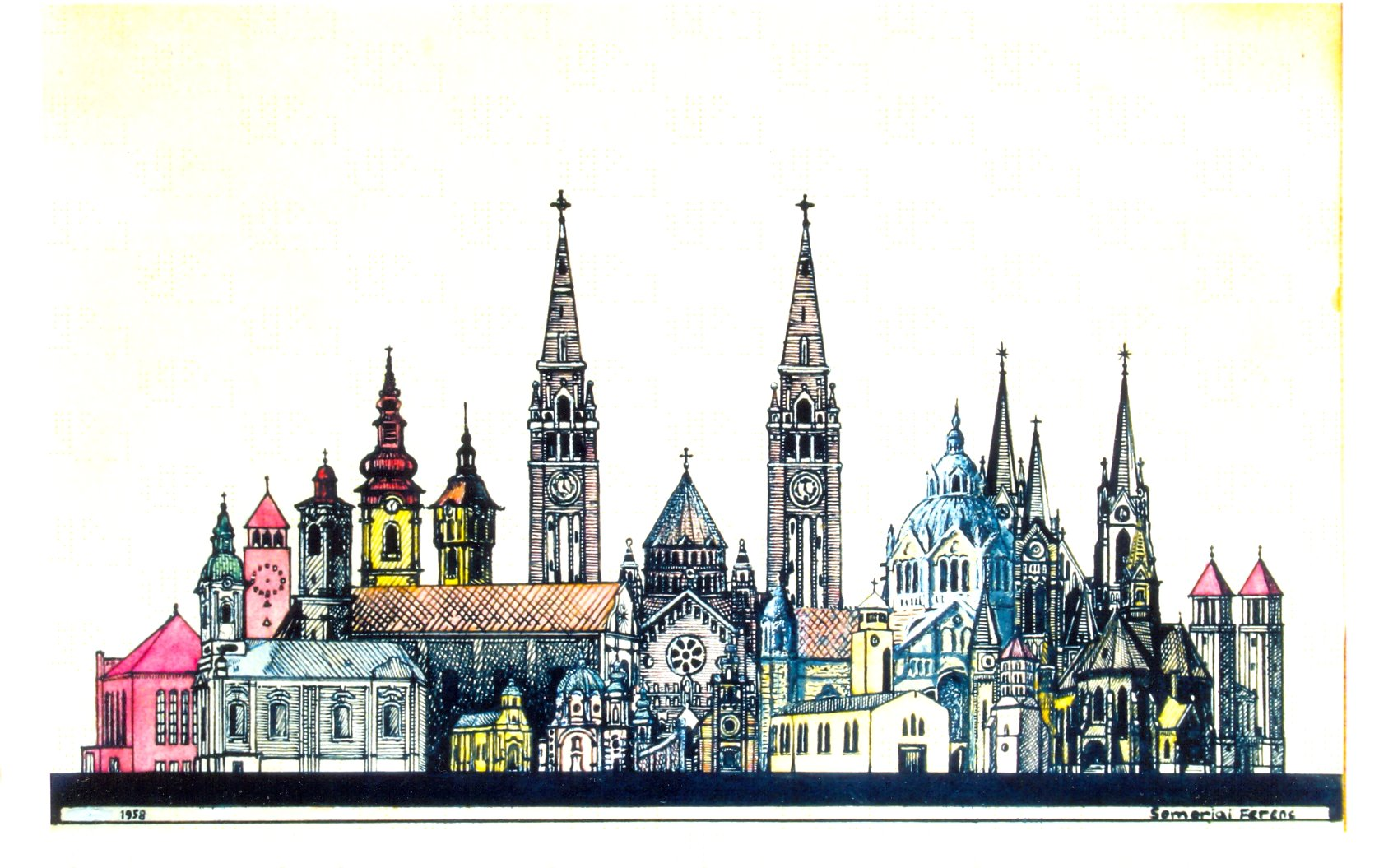
Szeged tornyai (1958)
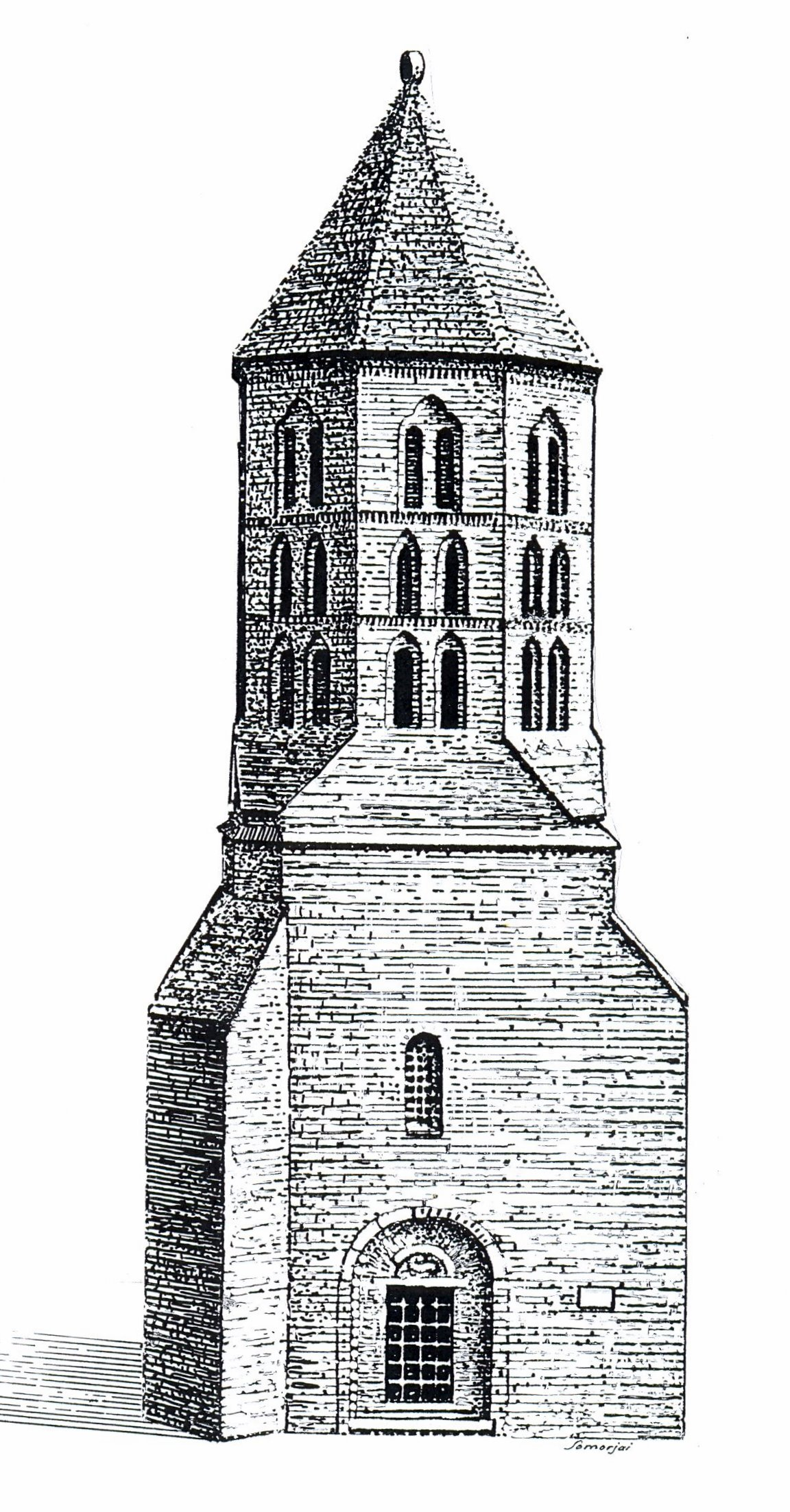
Dömötör torony, Szeged
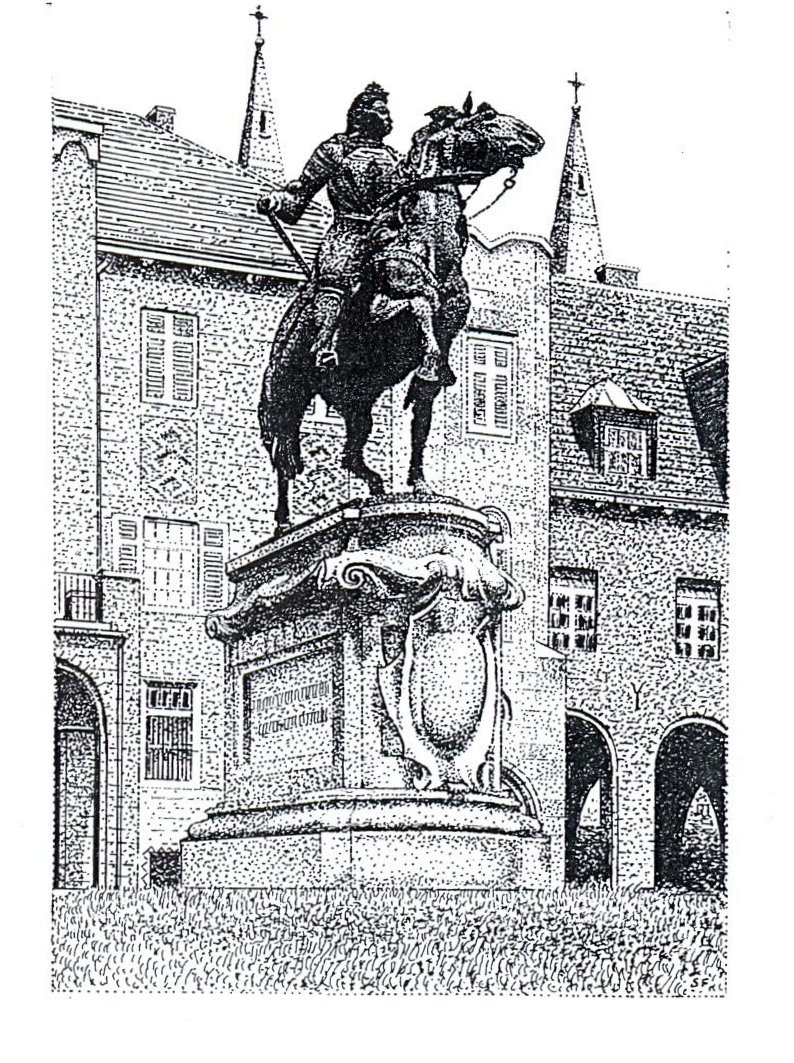
II. Rákóczi Ferenc szobra Szegeden, 1912-ben lett felállítva a Gizella téren, ma Aradi vértanúk tere (korábban a Széchenyi téren állt)
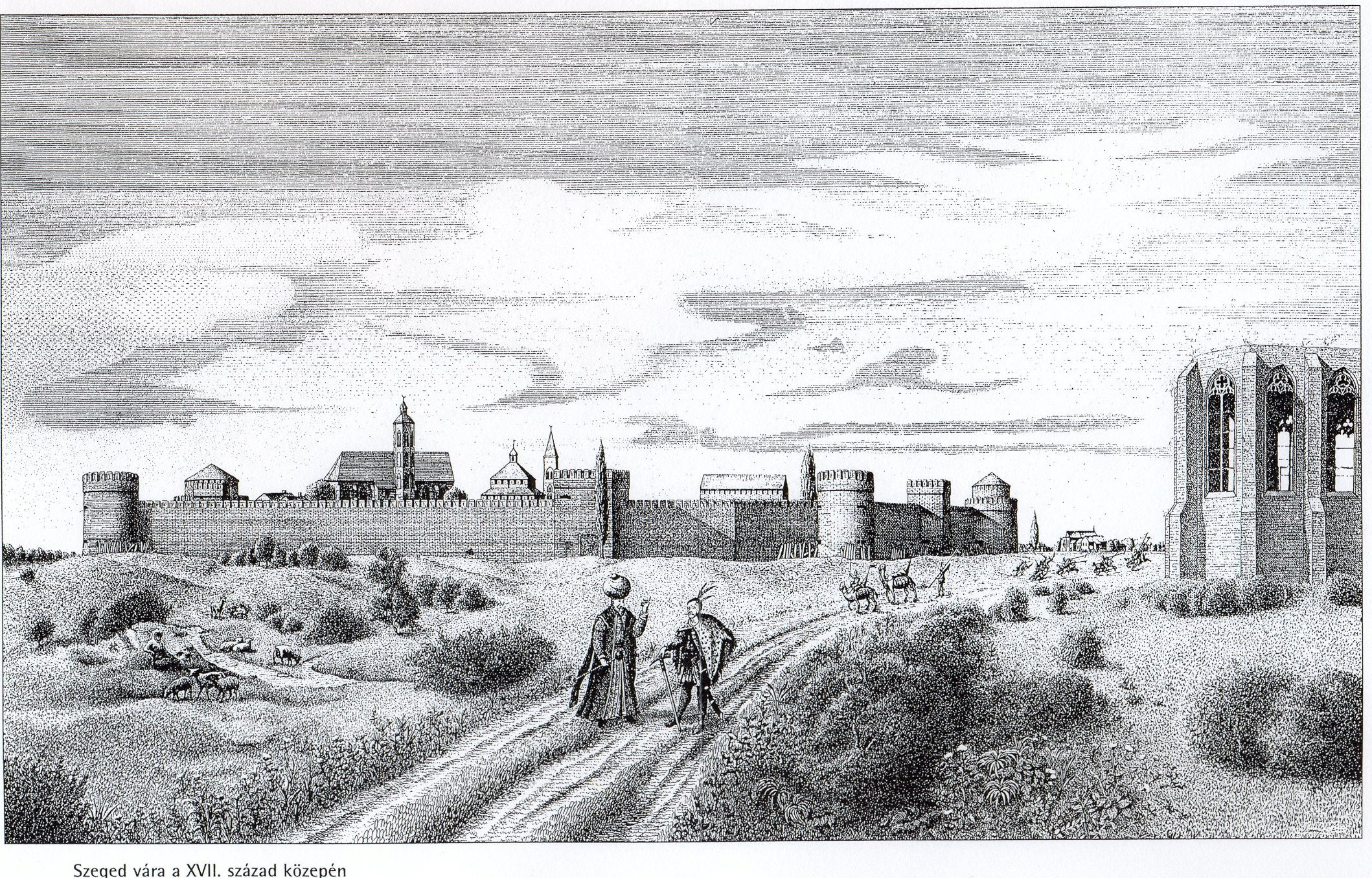
Szegedi vár (XVII. század)
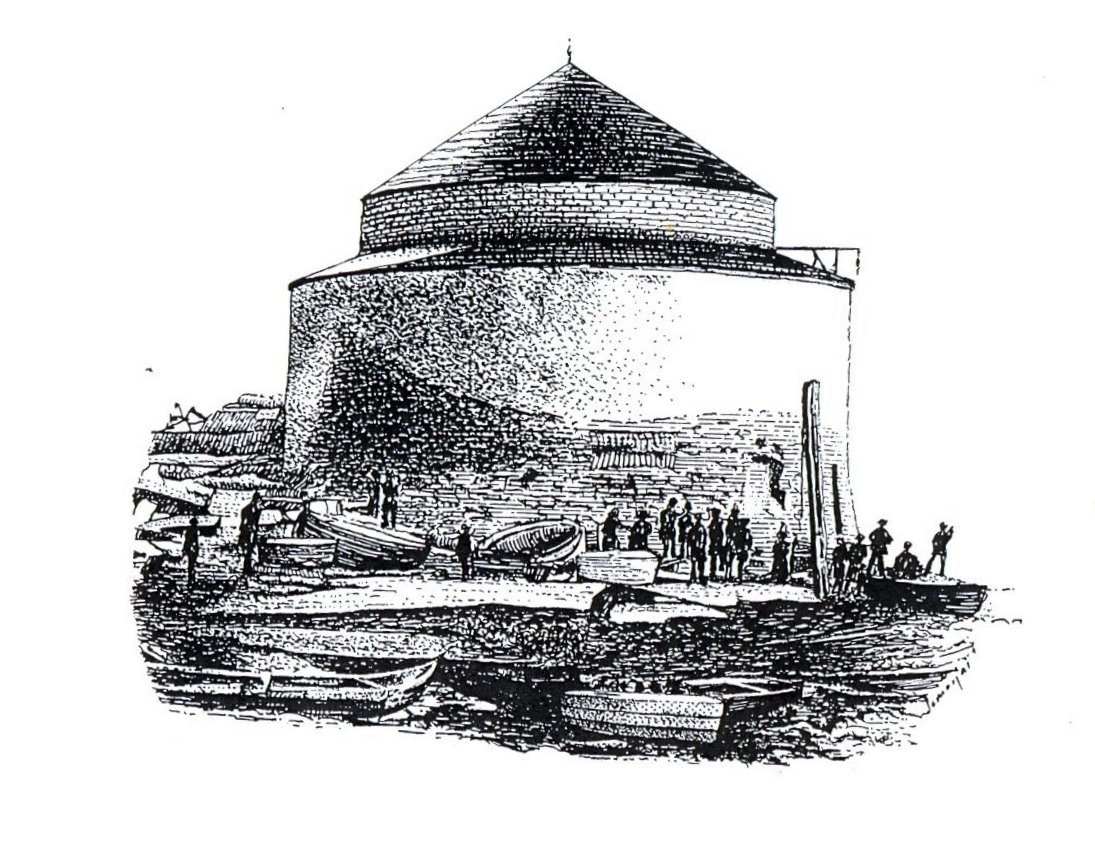
Rondella az 1882-es bontás évében
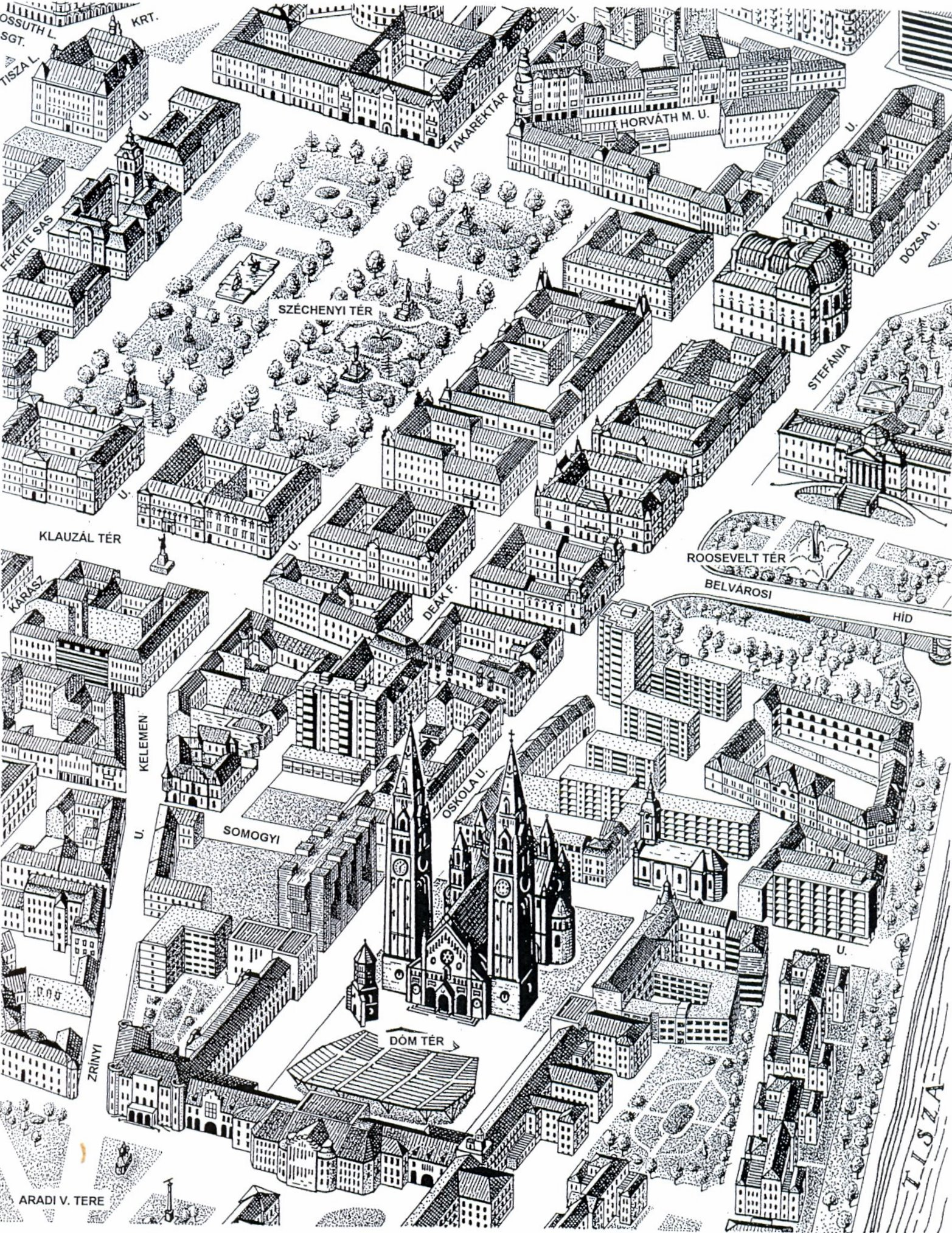
Szeged belvárosa (1976)
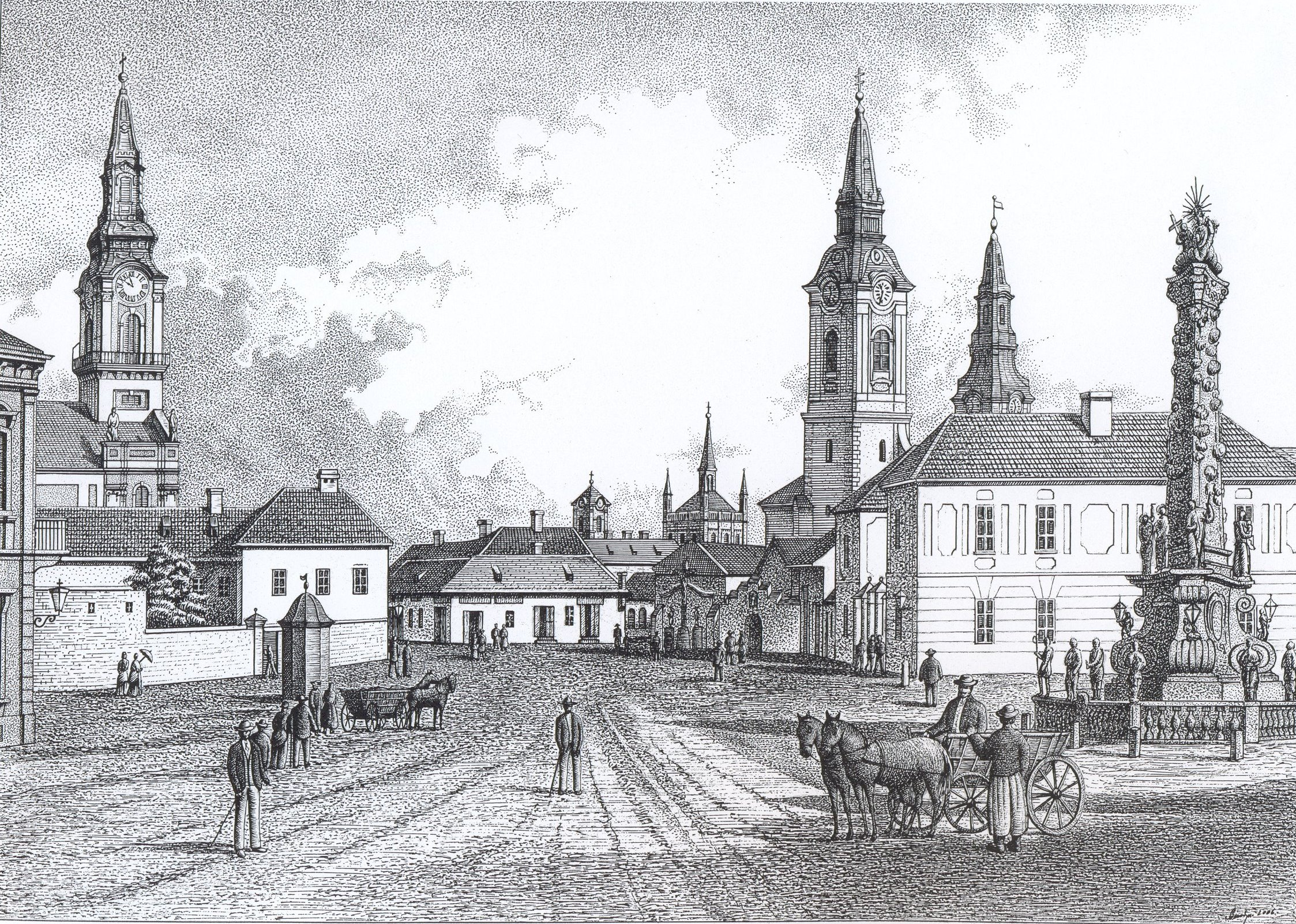
Kecskemét központja 1870 körül
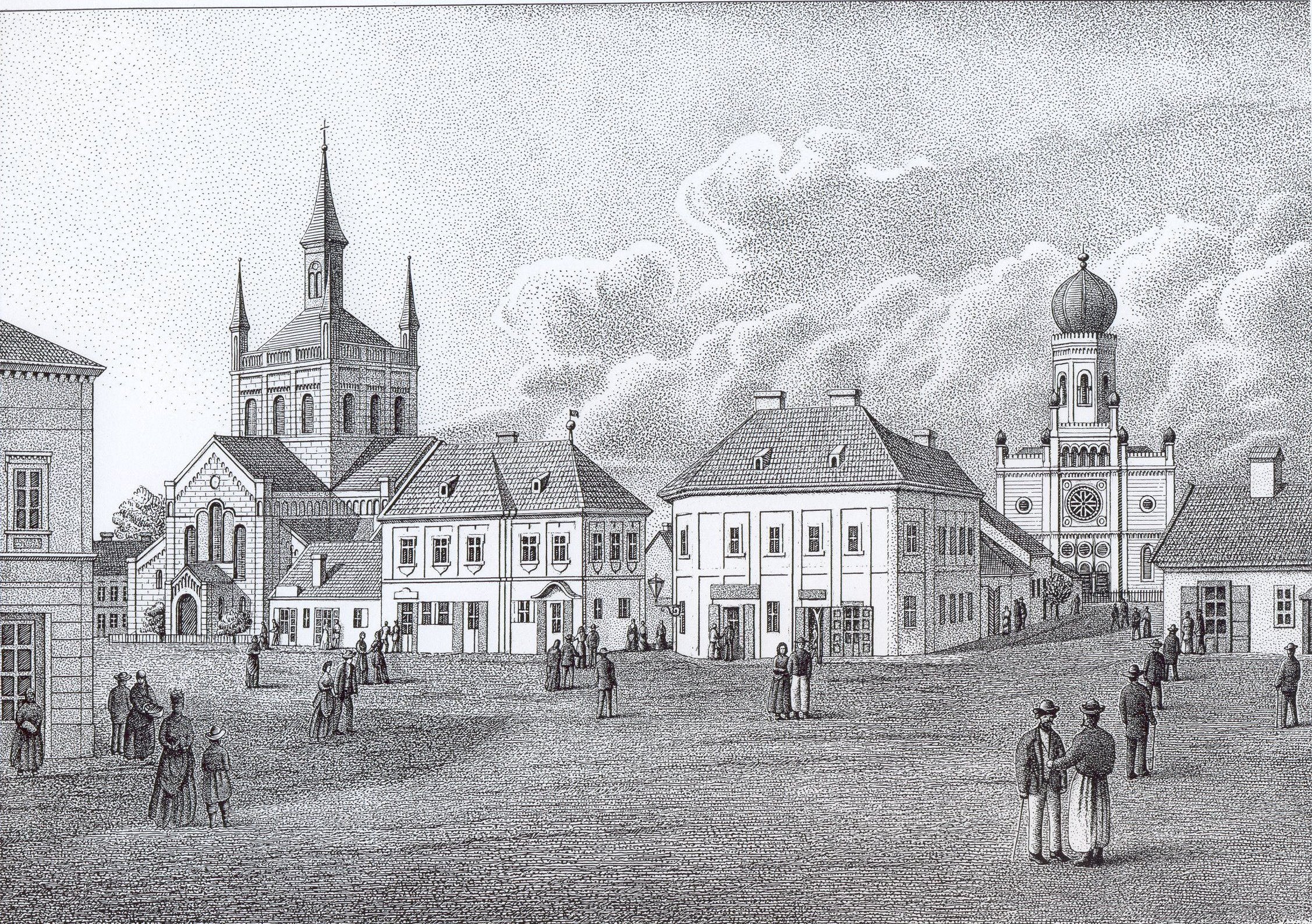
Kecskemét központja 1870 körül
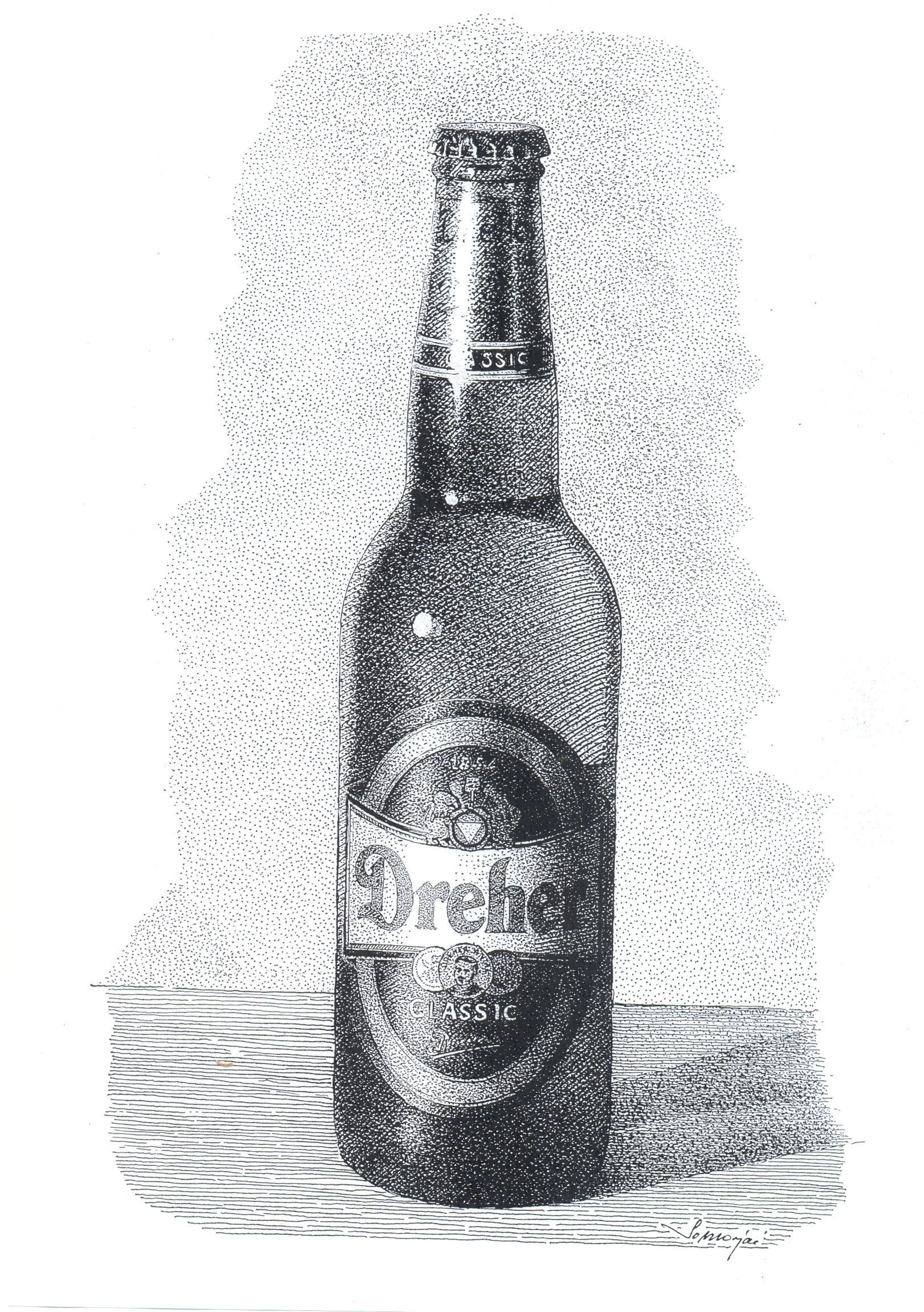
Dreher sör üvegben, Dreher Múzeum